# Librio
Librio est une collection de poche spécialisée dans l'édition à prix unique.
C'est un département du groupe Flammarion.

## Histoire
Librio a été créé en mars 1994 par les éditions J'ai lu. Le principe est de proposer au plus grand nombre des œuvres littéraires, classiques ou contemporaines, au prix unique de 10 francs. Les livres sont actuellement vendus 2 € pour les classiques, 3 € ou 5 € pour les inédits (ainsi que les documents et les mémos).
En 1996, Librio publie, grâce à Jacques Sadoul, le livre-feuilleton La Ligne Verte de Stephen King en avant-première mondiale. En effet, la publication française des deux premiers tomes précède de plusieurs semaines la sortie américaine.
Vingt ans après la création, le catalogue compte plus de 1 000 titres. La collection compte désormais les lignes suivantes :
- Littérature classique
- Littérature contemporaine
- Polars
- BD
- Documents (biographies, etc.)
- Philosophie classique
- Philochic (des textes comme Essai sur l'art de ramper à l'usage des courtisans)
- Religion et Spiritualité
- Idées
- Mémo (vocabulaire anglais courant, grammaire française, etc.)
- Loisirs/Pratiques (notamment la collection « ...est un jeu »).

En 2014 est lancée la ligne « Humour » portée par Avant j'avais une vie, maintenant j'ai des enfants.

## Liste des numéros
| Numéro | Auteur(s) | Titre | Collection       |
| ------ | --- | --- | ---------------- |
| 1      | Guy de Maupassant | Le Horla (suivi de L'héritage)                                                                                 | Littérature      |
| 2      | Richard Bach | Jonathan Livingston le goéland                                                                                 | Littérature      |
| 3      | Franz Kafka | La Métamorphose (suivi de La Colonie pénitentiaire)                                                            | Littérature      |
| 4      | Stephen King | Le Singe (suivi de Le Chenal)                                                                                  | Littérature      |
| 5      | Arthur Conan Doyle | Sherlock Holmes - La Bande mouchetée (suivi de trois autres récits)                                            | Noir et policier |
| 6      | Henri Troyat | La Neige en deuil                                                                                              | Littérature      |
| 7      | Colette | Le Blé en herbe                                                                                                | Littérature      |
| 8      | Raymond Radiguet | Le Diable au corps                                                                                             | Littérature      |
| 9      | William Shakespeare | Roméo et Juliette                                                                                              | Théâtre          |
| 10     | Philippe Djian | Crocodiles | Littérature      |
| 11     | Ovide | L'Art d'aimer                                                                                                  | Philosophie      |
| 12     | Alphonse Daudet | Lettres de mon moulin                                                                                          | Littérature      |
| 13     | Prosper Mérimée | Carmen (suivi de Les Âmes du purgatoire)                                                                       | Littérature      |
| 14     | Molière | Dom Juan ou le Festin de pierre                                                                                | Théâtre          |
| 15     | Colette | La Fin de Chéri                                                                                                | Littérature      |
| 16     | Ellery Queen | Le Char de Phaéton                                                                                             | Noir et policier |
| 17     | Ivan Tourgueniev | Premier Amour                                                                                                  | Littérature      |
| 18     | Arthur Rimbaud | Le Bateau ivre et autres poèmes                                                                                | Poésie           |
| 19     | René Belletto | Le Temps mort - 1 : l'homme de main et autres nouvelles                                                        | Littérature      |
| 20     | Jacques Cazotte | Le Diable amoureux                                                                                             | Littérature      |
| 21     | Pierre Corneille | Le Cid | Théâtre          |
| 22     | Erich Segal | Love Story | Littérature      |
| 23     | Gérard de Nerval | Aurélia (suivi de Pandora)                                                                                     | Littérature      |
| 24     | Alexandre Pouchkine | La Fille du capitaine                                                                                          | Littérature      |
| 25     | Jules Renard | Poil de carotte                                                                                                | Littérature      |
| 26     | Edgar Allan Poe | Double assassinat dans la rue Morgue (suivi de Le Mystère de Marie Roget)                                      | Littérature      |
| 27     | Guy de Maupassant | Boule de suif (et autres nouvelles)                                                                            | Littérature      |
| 28     | Honoré de Balzac | Le Colonel Chabert                                                                                             | Littérature      |
| 29     | Guy de Maupassant | Une partie de campagne (et autres nouvelles)                                                                   | Littérature      |
| 30     | Sophocle | Œdipe roi | Théâtre          |
| 31     | Voltaire | Candide ou l'optimisme                                                                                         | Littérature      |
| 32     | Charles Perrault | Les Contes de ma mère l'Oye                                                                                    | Littérature      |
| 33     | Albert t'Serstevens | L'Or du Cristobal                                                                                              | Littérature      |
| 34     | Arthur Conan Doyle | Sherlock Holmes - Le Rituel des Musgrave (suivi de trois autres récits)                                        | Noir et policier |
| 35     | Bernard Clavel | Tiennot ou l'île aux Biard                                                                                     | Littérature      |
| 36     | Henri Troyat | Le Geste d'Ève (et autres nouvelles)                                                                           | Littérature      |
| 37     | René Belletto | Le Temps mort - 2 : La vie rêvée (et autres nouvelles)                                                         | Littérature      |
| 38     | Jean Ray | Harry Dickson - Le Châtiment des Foyl (suivi de Les Vengeurs du diable)                                        | Littérature      |
| 39     | Alfred de Musset | Les Caprices de Marianne (suivi de On ne badine pas avec l'amour)                                              | Théâtre          |
| 40     | Pierre Louÿs | La Femme et le Pantin                                                                                          | Littérature      |
| 41     | Colette | L'Entrave | Littérature      |
| 42     | Émile Zola | La Mort d'Olivier Bécaille (et autres nouvelles)                                                               | Littérature      |
| 43     | Alphonse Allais | L'Affaire Blaireau - Ni vu ni connu                                                                            | Littérature      |
| 44     | Guy de Maupassant | La Maison Tellier (et autres nouvelles)                                                                        | Littérature      |
| 45     | Gustave Flaubert | Un cœur simple (Trois contes)                                                                                  | Littérature      |
| 46     | Stephen King | La Ballade de la balle élastique (suivi de L'Homme qui refusait de serrer la main)                             | Littérature      |
| 47     | Andrée Chedid | Le Sixième Jour                                                                                                | Littérature      |
| 48     | Charles Baudelaire | Les Fleurs du mal                                                                                              | Poésie           |
| 49     | Longus | Daphnis et Chloé                                                                                               | Littérature      |
| 50     | Alphonse Allais | À l'œil | Littérature      |
| 51     | Arthur Conan Doyle | Sherlock Holmes - La Cycliste solitaire (suivi de trois autres récits)                                         | Noir et policier |
| 52     | Jules Verne | Les Cinq Cents Millions de la Bégum                                                                            | Littérature      |
| 53     | André Beucler | Gueule d'Amour                                                                                                 | Littérature      |
| 54     | William Shakespeare | Hamlet | Théâtre          |
| 55     | Jean-Pierre Chabrol | Contes à mi-voix 1 - La Soupe de la mamée                                                                      | Littérature      |
| 56     | Jean Ray | Harry Dickson - Les étoiles de la mort (suivi de Les Studio rouge)                                             | Littérature      |
| 57     | Madame de La Fayette | La Princesse de Clèves                                                                                         | Littérature      |
| 58     | Alexandre Dumas | La Femme au collier de velours                                                                                 | Littérature      |
| 59     | Ray Bradbury | Celui qui attend (et autres nouvelles)                                                                         | Imaginaire       |
| 60     | Pierre Benoit | Le Soleil de minuit                                                                                            | Littérature      |
| 61     | Denis Diderot | Le Neveu de Rameau                                                                                             | Littérature      |
| 62     | Paul Verlaine | Poèmes saturniens (suivi de Fêtes galantes)                                                                    | Poésie           |
| 63     | Jean-Pierre Chabrol | Contes à mi-voix 2 - La Rencontre de Clotilde                                                                  | Littérature      |
| 64     | Arthur Machen | Le Grand Dieu Pan                                                                                              | Littérature      |
| 65     | Bernardin de Saint-Pierre | Paul et Virginie                                                                                               | Littérature      |
| 66     | Jules Verne | Les Forceurs de blocus                                                                                         | Littérature      |
| 67     | Henri Troyat | La Pierre, la Feuille et les Ciseaux                                                                           | Littérature      |
| 68     | H. P. Lovecraft | Les Autres Dieux (et autres nouvelles)                                                                         | Littérature      |
| 69     | Arthur Conan Doyle | Sherlock Holmes - Une étude en rouge                                                                           | Noir et policier |
| 70     | Victor Hugo | Le Dernier Jour d'un condamné                                                                                  | Littérature      |
| 71     | Francis Carco | Rien qu'une femme                                                                                              | Littérature      |
| 72     | Jean Ray | Harry Dickson - Le fauteuil 27 (suivi de L'énigmatique Tiger Brand)                                            | Littérature      |
| 73     | Robert Louis Stevenson | Olalla des montagnes                                                                                           | Littérature      |
| 74     | Alexandre Pouchkine | La Dame de pique (suivi de Doubrovski)                                                                         | Littérature      |
| 75     | Jean Cocteau | Orphée | Théâtre          |
| 76     | Platon | Le Banquet | Philosophie      |
| 77     | Voltaire | Zadig (suivi de Micromégas)                                                                                    | Littérature      |
| 78     | George Sand | La Mare au diable                                                                                              | Littérature      |
| 79     | Frédérique Hébrard | Le Mois de septembre                                                                                           | Littérature      |
| 80     | Ellery Queen | La Course au trésor (suivi de deux autres récits)                                                              | Littérature      |
| 81     | Théophile Gautier | Le Roman de la momie                                                                                           | Littérature      |
| 82     | Goethe | Faust | Littérature      |
| 83     | Félicien Marceau | Le Voyage de noce de Figaro                                                                                    | Littérature      |
| 84     | Arthur Conan Doyle | Sherlock Holmes - Les Six Napoléons (suivi de trois autres récits)                                             | Noir et policier |
| 85     | Léon Tolstoï | Hadji Mourad                                                                                                   | Littérature      |
| 86     | Alphonse Daudet | Sapho | Littérature      |
| 87     | Alberto Moravia | Le Mépris | Littérature      |
| 88     | Albert t'Serstevens | Taïa | Littérature      |
| 89     | Jean Ray | Harry Dickson - La terrible nuit du zoo (suivi de Messire l'anguille)                                          | Littérature      |
| 90     | Anonyme | La Genèse | Textes Sacrés    |
| 91     | Didier Daeninckx | Autres lieux (et autres nouvelles)                                                                             | Littérature      |
| 92     | Claude Farrère | La Maison des hommes vivants                                                                                   | Littérature      |
| 93     | Edgar Allan Poe | Le Scarabée d'or (suivi de La Lettre volée)                                                                    | Imaginaire       |
| 94     | Abbé Prévost | Manon Lescaut                                                                                                  | Littérature      |
| 95     | Muriel Cerf | Amérindiennes                                                                                                  | Littérature      |
| 96     | John Buchan | Les 39 Marches                                                                                                 | Littérature      |
| 97     | Marquis de Sade | Le Président mystifié (et autres contes licencieux)                                                            | Littérature      |
| 98     | Prosper Mérimée | Mateo Falcone (et autres nouvelles)                                                                            | Littérature      |
| 99     | Alphonse Boudard | Une bonne affaire (et autres nouvelles)                                                                        | Littérature      |
| 100    | Stephen King | La Ligne verte - Épisode 1 : Deux petites filles mortes                                                        | Littérature      |
| 101    | Stephen King | La Ligne verte - Épisode 2 : Mister Jingles                                                                    | Littérature      |
| 102    | Stephen King | La Ligne verte - Épisode 3 : Les Mains de Caffey                                                               | Littérature      |
| 103    | Stephen King | La Ligne verte - Épisode 4 : La Mort affreuse d'Edouard Delacroix                                              | Littérature      |
| 104    | Stephen King | La Ligne verte - Épisode 5 : L'Équipée nocturne                                                                | Littérature      |
| 105    | Stephen King | La Ligne verte - Épisode 6 : Caffey sur la ligne                                                               | Littérature      |
| 106    | ??? | ??? | ???              |
| 107    | Andrée Chedid | L’Enfant multiple                                                                                              | Littérature      |
| 108    | William Shakespeare | Othello | Théâtre          |
| 109    | Guy de Maupassant | Une vie | Littérature      |
| 110    | Henri Troyat | La Rouquine (et autres nouvelles fantastiques)                                                                 | Littérature      |
| 111    | Vincent Ravalec | Du Pain pour les pauvres (et autres nouvelles)                                                                 | Littérature      |
| 112    | Fiodor Dostoïevski | L'Éternel Mari                                                                                                 | Littérature      |
| 113    | Robert Louis Stevenson | L'Étrange Cas du docteur Jekyll et de M. Hyde                                                                  | Littérature      |
| 114    | ??? | ??? | ???              |
| 115    | Jean Ray | Harry Dickson - Le temple de fer (suivi de Le Roi de minuit)                                                   | Littérature      |
| 116    | Edmond Rostand | Cyrano de Bergerac                                                                                             | Théâtre          |
| 117    | Stendhal | L'Abbesse de Castro                                                                                            | Littérature      |
| 118    | Bernard Clavel | L'Homme du Labrador                                                                                            | Littérature      |
| 119    | Arthur Conan Doyle | Sherlock Holmes - Le Chien des Baskerville                                                                     | Noir et policier |
| 120    | Nicolas Gogol | Le Journal d'un fou (suivi de Le Portrait et de La Perspective Nevski)                                         | Littérature      |
| 121    | Alfred de Musset | Mimi Pinson (et autres contes)                                                                                 | Littérature      |
| 122    | François Mauriac | Un adolescent d'autrefois                                                                                      | Littérature      |
| 123    | Anatole France | Le Livre de mon ami (et autres nouvelles)                                                                      | Littérature      |
| 124    | Vladimir Volkoff | Nouvelles américaines - 1 : un homme juste (et autres nouvelles)                                               | Littérature      |
| 125    | Bram Stoker | L'Enterrement des Rats (et autres nouvelles)                                                                   | Littérature      |
| 126    | Gaston Leroux | Le Fauteuil hanté                                                                                              | Noir et policier |
| 127    | Émile Zola | Naïs Micoulin (suivi de Pour une nuit d'amour)                                                                 | Littérature      |
| 128    | Pierre Dac | Dico franco-loufoque                                                                                           | Littérature      |
| 129    | Isaac Asimov | La Pierre parlante (et autres nouvelles)                                                                       | Littérature      |
| 130    | Pedro Calderón de la Barca | La vie est un songe                                                                                            | Théâtre          |
| 131    | Jean de La Fontaine | Fables choisies                                                                                                | Poésie           |
| 132    | Jean-Charles | La Foire aux cancres                                                                                           | Littérature      |
| 133    | Jean Ray | Harry Dickson - Le Lit du diable (suivi de On a tué M. Parkinson)                                              | Littérature      |
| 134    | Jules Renard | Histoires naturelles                                                                                           | Littérature      |
| 135    | Stéphane Mallarmé | Poésie | Poésie           |
| 136    | Alphonse Boudard | Outrage aux mœurs (et autres nouvelles)                                                                        | Littérature      |
| 137    | Raymond Cousse | Stratégie pour deux jambons, roman cochon                                                                      | Littérature      |
| 138    | Arthur Conan Doyle | Sherlock Holmes - Un scandale en Bohême (suivi de trois autres récits)                                         | Noir et policier |
| 139    | Pierre-Augustin Caron de Beaumarchais                                                                                                   | Le Barbier de Séville                                                                                          | Théâtre          |
| 140    | Albrecht Goes (en) | Jusqu'à l'aube                                                                                                 | Littérature      |
| 141    | Leslie Charteris | Le Saint : Le Saint entre en scène                                                                             | Littérature      |
| 142    | Anton Tchekhov | La Dame au petit chien (suivi de Récit d'un inconnu)                                                           | Littérature      |
| 143    | Alphonse de Lamartine | Graziella | Littérature      |
| 144    | Georges-Olivier Châteaureynaud | Le Jardin dans l'île                                                                                           | Littérature      |
| 145    | Arthur C. Clarke | Les Neuf Milliards de noms de Dieu (et autres nouvelles)                                                       | Littérature      |
| 146    | Charles Dickens | Un chant de Noël                                                                                               | Littérature      |
| 147    | Anonyme | Les Mille et Une Nuits : Sindbad le marin                                                                      | Imaginaire       |
| 148    | Roger Frison-Roche | Premier de cordée - Tome 1                                                                                     | Littérature      |
| 149    | Roger Frison-Roche | Premier de cordée - Tome 2                                                                                     | Littérature      |
| 150    | Anthologie présentée par Barbara Sadoul                                                                                                 | La dimension fantastique - 1                                                                                   | Littérature      |
| 151    | Guy de Maupassant | Pierre et Jean                                                                                                 | Littérature      |
| 152    | Vâtsyâyana | Kâmasûtra - Aphorismes sur le plaisir                                                                          | Philosophie      |
| 153    | Andrée Chedid | Le Sommeil délivré                                                                                             | Littérature      |
| 154    | Jean Ray | Harry Dickson - L'étrange lueur verte (suivi de Les Mystérieuses études du Dr. Drumm)                          | Littérature      |
| 155    | Fiodor Dostoïevski | Le Joueur | Littérature      |
| 156    | Raymond Radiguet | Le Bal du comte d'Orgel                                                                                        | Littérature      |
| 157    | Raymond Jean | La Lectrice | Littérature      |
| 158    | Leslie Charteris | Le Saint : Le Policier fantôme                                                                                 | Littérature      |
| 159    | Henry James | Une vie à Londres                                                                                              | Littérature      |
| 160    | Anthologie présentée par Barbara Sadoul                                                                                                 | Les cent ans de Dracula : huit histoires de vampires                                                           | Littérature      |
| 161    | Didier Daeninckx | Main courante (nouvelles)                                                                                      | Noir et policier |
| 162    | Arthur Conan Doyle | Sherlock Holmes - Le Signe des quatre                                                                          | Noir et policier |
| 163    | Nicolas Machiavel | Le Prince | Philosophie      |
| 164    | Alphonse Daudet | Tartarin de Tarascon                                                                                           | Littérature      |
| 165    | Calixthe Beyala | C'est le soleil qui m'a brûlée                                                                                 | Littérature      |
| 166    | Vladimir Volkoff | Nouvelles américaines - 2 : un cas de force mineure (et autres nouvelles)                                      | Littérature      |
| 167    | Prosper Mérimée | Colomba | Littérature      |
| 168    | Honoré de Balzac | Melmoth réconcilié (suivi de Jésus-Christ en Flandre)                                                          | Littérature      |
| 169    | Henri Queffélec | Un recteur de l'Île de Sein                                                                                    | Littérature      |
| 170    | Jean Ray | Harry Dickson - La Bande de l'Araignée (suivi de Les Spectres bourreaux)                                       | Littérature      |
| 171    | Jules Verne | Le Château des Carpathes                                                                                       | Littérature      |
| 172    | Marquis de Sade | Les Infortunes de la vertu                                                                                     | Littérature      |
| 173    | Henry de Monfreid | Le Récif maudit                                                                                                | Littérature      |
| 174    | Leslie Charteris | Le Saint : En petite coupure                                                                                   | Littérature      |
| 175    | Gustave Flaubert | Dictionnaire des idées reçues                                                                                  | Philosophie      |
| 176    | Mark Twain | Trois mille ans chez les microbes                                                                              | Littérature      |
| 177    | ??? | ??? | ???              |
| 178    | William Shakespeare | Macbeth | Théâtre          |
| 179    | Charles Baudelaire | Le Spleen de Paris - Petits poèmes en prose                                                                    | Poésie           |
| 180    | Voltaire | L'Ingénu (suivi deL'Homme aux quarante écus)                                                                   | Littérature      |
| 181    | Molière | Les Fourberies de Scapin                                                                                       | Théâtre          |
| 182    | Émile Zola | L'Attaque du Moulin (suivi deJacques Damour)                                                                   | Littérature      |
| 183    | Éric Holder | On dirait une actrice (et autres nouvelles)                                                                    | Littérature      |
| 184    | Claude Pujade-Renaud | Vous êtes toute seule ? (nouvelles)                                                                            | Littérature      |
| 185    | Gibran Khalil Gibran | Le Prophète | Spiritualité     |
| 186    | Denis Tillinac | Elvis : Balade sudiste                                                                                         | Biographies      |
| 187    | Paul Verlaine | Romances sans paroles (suivi de Sagesse)                                                                       | Poésie           |
| 188    | H. P. Lovecraft | La Quête onirique de Kadath l'inconnue                                                                         | Littérature      |
| 189    | Anton Tchekhov | La Salle n° 6 (et autres histoires de fous)                                                                    | Littérature      |
| 190    | Jean Ray | Harry Dickson - Les illustres fils du Zodiaque (suivi de Le Vampire qui chante)                                | Littérature      |
| 191    | Anonyme | Les Mille et Une Nuits : Aladin ou la Lampe merveilleuse                                                       | Littérature      |
| 192    | Erckmann-Chatrian | Hugues-le-loup                                                                                                 | Littérature      |
| 193    | Stephen King | Danse macabre - 1 : Celui qui garde le ver (et autres nouvelles)                                               | Littérature      |
| 194    | Georges Bernanos | Un crime (roman)                                                                                               | Littérature      |
| 195    | Leslie Charteris | Le Saint : Impôt sur le crime                                                                                  | Littérature      |
| 196    | Jules Barbey d'Aurevilly | Le bonheur dans le crime (suivi de La Vengeance d'une femme)                                                   | Littérature      |
| 197    | Anthologie présentée par Xavier Legrand-Ferronnière                                                                                     | Contes fantastiques de Noël                                                                                    | Littérature      |
| 198    | Nina Berberova | L'Accompagnatrice                                                                                              | Littérature      |
| 199    | Claude Nougaro | Le Jazz et la java (chansons)                                                                                  | Musique          |
| 200    | Henry James | Le Tour d'écrou                                                                                                | Littérature      |
| 201    | Émile Zola | J'accuse…! (et autres textes sur l'Affaire Dreyfus, présentés par Philippe Oriol)                              | Documents        |
| 202    | Arthur Conan Doyle | Sherlock Holmes - Le Diadème de béryls (suivi de trois autres récits)                                          | Noir et policier |
| 203    | Andrée Chedid | L’Autre | Littérature      |
| 204    | Sacha Guitry | Bloompott | Littérature      |
| 205    | George Sand | La Petite Fadette                                                                                              | Littérature      |
| 206    | Jean-Bernard Pouy | Le Poulpe - La petite écuyère a cafté                                                                          | Noir et policier |
| 207    | Patrick Raynal | Le Poulpe - Arrêtez le carrelage                                                                               | Noir et policier |
| 208    | Jean-Claude Izzo | Vivre fatigue (et autres nouvelles)                                                                            | Noir et policier |
| 209    | Daniel Picouly | Tête de nègre                                                                                                  | Noir et policier |
| 210    | Karl Marx et Friedrich Engels | Manifeste du Parti communiste                                                                                  | Documents        |
| 211    | Philip K. Dick | Les braconniers du cosmos (et autres nouvelles)                                                                | Littérature      |
| 212    | Charles Baudelaire | Les Paradis artificiels                                                                                        | Poésie           |
| 213    | Edgar Allan Poe | Le Chat noir (et autres nouvelles)                                                                             | Littérature      |
| 214    | Stephen King | Danse macabre - 2 : Cours, Jimmy, cours (et autres nouvelles)                                                  | Littérature      |
| 215    | William Gibson | Fragments de rose en hologramme (et autres nouvelles)                                                          | Littérature      |
| 216    | Henry de Monfreid | La Sirène de Rio Pongo                                                                                         | Littérature      |
| 217    | Guy de Maupassant | Contes noirs - La Petite Roque (et autres nouvelles)                                                           | Littérature      |
| 218    | Patrick Besson | Lettre à un ami perdu                                                                                          | Littérature      |
| 219    | Anthologie présentée par Michel Le Bris et Jean-Claude Izzo                                                                             | Méditerranées                                                                                                  | Littérature      |
| 220    | Casanova | Plaisirs de bouche                                                                                             | Littérature      |
| 221    | Stendhal | Le coffre et le revenant (et autres histoires d'amour)                                                         | Littérature      |
| 222    | Didier Daeninckx | Le Poulpe - Nazis dans le métro                                                                                | Noir et policier |
| 223    | Thierry Jonquet | Le Pauvre nouveau est arrivé                                                                                   | Noir et policier |
| 224    | Bernard Clavel | Contes et légendes du bordelais                                                                                | Littérature      |
| 225    | Fiodor Dostoïevski | La Douce, suivi de Le Crocodile                                                                                | Littérature      |
| 226    | Honoré de Balzac | Ferragus, chef des dévorants                                                                                   | Littérature      |
| 227    | Jules Verne | Les Indes noires                                                                                               | Littérature      |
| 228    | Ellery Queen | La Mort de Don Juan, suivi de L'Affaire Carroll                                                                | Noir et policier |
| 229    | Arthur Conan Doyle | Sherlock Holmes - Le Problème final (suivi de trois autres récits)                                             | Noir et policier |
| 230    | Jean Ray | Harry Dickson - L'île de la terreur (suivi de Les sept petites chaises)                                        | Littérature      |
| 231    | Leslie Charteris | Le Saint : Par ici la monnaie !                                                                                | Littérature      |
| 232    | Orlando de Rudder | Bréviaire de la gueule de bois                                                                                 | Mémo             |
| 233    | Stephen King | Danse macabre - 3 : L'Homme qu'il vous faut (et autres nouvelles)                                              | Littérature      |
| 234    | Anthologie présentée par Barbara Sadoul                                                                                                 | La dimension fantastique - 2                                                                                   | Imaginaire       |
| 235    | Molière | Le Bourgeois gentilhomme                                                                                       | Théâtre          |
| 236    | Prosper Mérimée | La Vénus d'Ille (et autres nouvelles)                                                                          | Littérature      |
| 237    | Jean-Jacques Reboux | Le Poulpe - La Cerise sur le gâteux                                                                            | Noir et policier |
| 238    | James M. Cain | Le bébé dans le frigidaire (et autres nouvelles)                                                               | Noir et policier |
| 239    | Anthologie Gulliver | Gulliver n°1 : Dire le monde                                                                                   | Littérature      |
| 240    | Raphaël Confiant | Chimère d'en-ville                                                                                             | Littérature      |
| 241    | Marc Trillard | Un exil | Littérature      |
| 242    | Vincent Ravalec | Joséphine et les gitans (et autres nouvelles)                                                                  | Littérature      |
| 243    | Didier Daeninckx | Les Figurants                                                                                                  | Noir et policier |
| 244    | Bill S. Ballinger | Version originale                                                                                              | Noir et policier |
| 245    | Jean-Pierre Guéno | Paroles de Poilus, lettres et carnets du Front (1914-1918)                                                     | Documents        |
| 246    | Clifford D. Simak | Honorable Adversaire (et autres nouvelles)                                                                     | Littérature      |
| 247    | Georges Bernanos | Un mauvais rêve                                                                                                | Littérature      |
| 248    | Jacob Grimm | Blanche-Neige (et autres contes)                                                                               | Littérature      |
| 249    | Stephen King | Danse macabre - 4 : Les Enfants du maïs (et autres nouvelles)                                                  | Littérature      |
| 250    | Anthologie présentée par Jean-Jacques Gandini                                                                                           | Les droits de l'homme                                                                                          | Littérature      |
| 251    | Richard Paul Evans | Le coffret de Noël (en)                                                                                        | Littérature      |
| 252    | Nicolas Gogol | La Nuit de Noël (suivi de La veille de la Saint-Jean)                                                          | Littérature      |
| 253    | Xavière | La punition | Littérature      |
| 254    | Gilles de Saint-Avit | Deux filles et leur mère                                                                                       | Littérature      |
| 255    | Pierre Louÿs | Manuel de civilité pour les petites filles à l'usage des maisons d'éducation                                   | Littérature      |
| 256    | Mirabeau | Le Rideau levé ou l’éducation de Laure                                                                         | Littérature      |
| 257    | Paul Verlaine | Poèmes érotiques                                                                                               | Poésie           |
| 258    | Pascal Dessaint | Le Poulpe - Les pis rennais                                                                                    | Noir et policier |
| 259    | François Thomazeau | Schram & Guigou, justiciers RMistes - Qui a tué Monsieur Cul ?                                                 | Noir et policier |
| 260    | Dan Simmons | Le conseiller (et autres nouvelles)                                                                            | Littérature      |
| 261    | René Barjavel | Béni soit l'atome (et autres nouvelles)                                                                        | Littérature      |
| 262    | Anthologie présentée par Bernard Vargaftig                                                                                              | La poésie des romantiques                                                                                      | Poésie           |
| 263    | Théophile Gautier | La Morte amoureuse (suivi de Une nuit de Cléopâtre)                                                            | Imaginaire       |
| 264    | François Ducray | Gainsbourg | Musique          |
| 265    | Guillaume Bara | La techno | Musique          |
| 266    | Nicolas Ungermuth | Bowie | Musique          |
| 267    | Pascal Bussy | Coltrane | Musique          |
| 268    | Terry Pratchett | Le Peuple du Tapis                                                                                             | Littérature      |
| 269    | Anthologie Gulliver | Gulliver n°2 : Musique !                                                                                       | Littérature      |
| 270    | Eugène Labiche | Le Voyage de monsieur Perrichon                                                                                | Théâtre          |
| 271    | Anthologie présentée par Barbara Sadoul                                                                                                 | La dimension fantastique - 3                                                                                   | Imaginaire       |
| 272    | Gérard Delteil | Le Poulpe - Chili incarné                                                                                      | Noir et policier |
| 273    | Anthologie présentée par Jacques Sadoul                                                                                                 | La méchante dose                                                                                               | Noir et policier |
| 274    | Michel Houellebecq | Rester vivant (et autres textes)                                                                               | Littérature      |
| 275    | Pierre Dac & Louis Rognoni | Opération Tupeutla - 1 : Bons baisers de partout                                                               | Littérature      |
| 276    | André Dhôtel | Le Pays où l'on n'arrive jamais                                                                                | Littérature      |
| 277    | Molière | L'École des femmes                                                                                             | Théâtre          |
| 278    | Francis Dordor | Bob Marley | Musique          |
| 279    | François-Xavier Gomez | Les musiques cubaines                                                                                          | Musique          |
| 280    | Philippe Delerm | L'envol (suivi de Panier de fruits)                                                                            | Littérature      |
| 281    | Andrée Chedid | L'artiste (et autres nouvelles)                                                                                | Littérature      |
| 282    | Guy de Maupassant | Le Docteur Héraclius Gloss (et autres histoires de fous)                                                       | Littérature      |
| 283    | Arthur Conan Doyle | Sherlock Holmes - Les Hommes dansants (suivi de trois autres récits)                                           | Noir et policier |
| 284    | Henri Troyat | Viou | Littérature      |
| 285    | Anthologie Gulliver | Gulliver n°3 : World Fiction / Gulliver n°3 : Métissages                                                       | Littérature      |
| 286    | George Sand | Scènes gourmandes (Repas et recettes du Berry)                                                                 | Cuisine          |
| 287    | Léon Tolstoï | La Mort d'Ivan Ilitch                                                                                          | Littérature      |
| 288    | Hervé Prudon | Le Poulpe - Ouarzazate et mourir                                                                               | Noir et policier |
| 289    | Frédéric H. Fajardie | Les Hauts Vents                                                                                                | Noir et policier |
| 290    | Collectif | Sortons couverts ! (Huit écrivains racontent le préservatif)                                                   | Santé            |
| 291    | Serge Brussolo | Soleil de soufre (et autres nouvelles)                                                                         | Littérature      |
| 292    | Pierre Dac & Louis Rognoni | Opération Tupeutla - 2 : Bons baisers de partout                                                               | Littérature      |
| 293    | Edgar Allan Poe | La chute de la maison Usher (et autres nouvelles)                                                              | Littérature      |
| 294    | Emmanuelle Debaussart | Les musiques celtiques                                                                                         | Musique          |
| 295    | Florence Tredez | Georges Brassens                                                                                               | Musique          |
| 296    | Theodore Sturgeon | Cristal qui songe                                                                                              | Littérature      |
| 297    | Jean Markale | Le temps des merveilles (contes populaires des pays de France)                                                 | Littérature      |
| 298    | Anonyme | Les Mille et Une Nuits - Ali Baba et les Quarante Voleurs (suivi de Le Cheval enchanté                         | Littérature      |
| 299    | René Descartes | Discours de la méthode                                                                                         | Philosophie      |
| 300    | Homère | L'Odyssée | Littérature      |
| 301    | Jean Racine | Phèdre | Théâtre          |
| 302    | Honoré de Balzac | La Vendetta (suivi de La Bourse)                                                                               | Littérature      |
| 303    | Jean-Jacques Gandini | La découverte des Indiens (1492-1550) (documents et témoignages)                                               | Documents        |
| 304    | Guillaume Nicloux | Le Poulpe - Le Saint des seins                                                                                 | Noir et policier |
| 305    | Francis Mizio | Un quart d'heure, pas plus (et autres nouvelles)                                                               | Noir et policier |
| 306    | Pascal Bussy | Charles Trenet                                                                                                 | Musique          |
| 307    | Serge Loupien | Miles Davis | Musique          |
| 308    | Virginie Despentes | Mordre au travers (nouvelles)                                                                                  | Littérature      |
| 309    | ??? | ??? | ???              |
| 310    | Anthologie présentée par Philippe Muller                                                                                                | Vive l'école républicaine ! (textes et discours fondateurs)                                                    | Documents        |
| 311    | Denis Diderot | La Religieuse                                                                                                  | Littérature      |
| 312    | Andrea H. Japp | Le Septième Cercle                                                                                             | Noir et policier |
| 313    | Michel Chevron | Fille de sang                                                                                                  | Noir et policier |
| 314    | Jean-Jacques Gandini | Le procès Papon                                                                                                | Documents        |
| 315    | Richard Bach | Le Messie récalcitrant                                                                                         | Littérature      |
| 316    | Prosper Mérimée | La Double Méprise                                                                                              | Littérature      |
| 317    | Thomas More | L'Utopie | Philosophie      |
| 318    | Guy de Maupassant | Miss Harriet (et autres nouvelles)                                                                             | Littérature      |
| 319    | Gilles Perez | La cuisine des maris                                                                                           | Cuisine          |
| 320    | Catherine Valabrègue | La cuisine des gens pressés                                                                                    | Cuisine          |
| 321    | Karine Bonjour | La cuisine des gourmandes                                                                                      | Cuisine          |
| 322    | Franck Spengler | La cuisine des amants (recettes pour marier les plaisirs)                                                      | Cuisine          |
| 323    | Stéphanie Schwartzbrod et Delphine Schwartzbrod                                                                                         | La cuisine des enfants                                                                                         | Cuisine          |
| 324    | François Ducray | Les Beatles | Musique          |
| 325    | ??? | ??? | ???              |
| 326    | Pierre Dac & Louis Rognoni | Opération Tupeutla - 3 : Bons baisers de partout                                                               | Littérature      |
| 327    | Anthologie présentée par Yveline Brière                                                                                                 | Le livre de la sagesse                                                                                         | Spiritualité     |
| 328    | Anthologie présentée par Serge Lehman                                                                                                   | Les dinosaures (nouvelles)                                                                                     | Littérature      |
| 329    | Saint Jean | L'Apocalypse                                                                                                   | Textes Sacrés    |
| 330    | Pascal Dessaint | De quoi tenir dix jours (et autres nouvelles)                                                                  | Noir et policier |
| 331    | François Thomazeau | Schram & Guigou, justiciers RMistes - Qui a noyé l'homme-grenouille ?                                          | Noir et policier |
| 332    | Pierre Bordage | Les Derniers Hommes - 1 - Le Peuple de l'eau                                                                   | Littérature      |
| 333    | Pierre Bordage | Les Derniers Hommes - 2 - Le Cinquième ange                                                                    | Littérature      |
| 334    | Pierre Bordage | Les Derniers Hommes - 3 - Les Légions de l'apocalypse                                                          | Littérature      |
| 335    | Pierre Bordage | Les Derniers Hommes - 4 - Les Chemins du secret                                                                | Littérature      |
| 336    | Pierre Bordage | Les Derniers Hommes - 5 - Les Douze tribus                                                                     | Littérature      |
| 337    | Pierre Bordage | Les Derniers Hommes - 6 - Le Dernier jugement                                                                  | Littérature      |
| 338    | Collectif | Inventons la paix (Huit écrivains racontent)                                                                   | Littérature      |
| 339    | Molière | L'Avare | Théâtre          |
| 340    | Jean-Jacques Rousseau | Discours sur l'origine et les fondements de l'inégalité parmi les hommes                                       | Philosophie      |
| 341    | Victor Hugo | La Légende des siècles (morceaux choisis)                                                                      | Littérature      |
| 342    | Olivier Nuc | Jimi Hendrix                                                                                                   | Musique          |
| 343    | Michel Leydier | Jacques Dutronc                                                                                                | Musique          |
| 344    | Archange Morelli | Le Vicaire - 1 - Les yeux de Sainte Lucie                                                                      | Littérature      |
| 345    | Anthologie présentée par Jacques Sadoul                                                                                                 | Une histoire de la science-fiction - 1 - Les premiers maîtres (1901-1937)                                      | Littérature      |
| 346    | Jules Verne | Une ville flottante                                                                                            | Littérature      |
| 347    | Jack London | Croc-Blanc | Littérature      |
| 348    | Bouziane Daoudi | Le Raï | Musique          |
| 349    | Anthologie présentée par Roger Martin                                                                                                   | La dimension policière - 1 (Neuf nouvelles de Hérodote à Vautrin)                                              | Noir et policier |
| 350    | Andrée Chedid | La maison sans racines                                                                                         | Littérature      |
| 351    | William Shakespeare | Le Roi Lear | Théâtre          |
| 352    | Yves Hughes | Décembre au bord                                                                                               | Noir et policier |
| 353    | Éric Legastelois | Une scaphandrière dans l'aquarium (nouvelles)                                                                  | Noir et policier |
| 354    | Michel Houellebecq | La Poursuite du bonheur                                                                                        | Poésie           |
| 355    | Richard Matheson | La Maison enragée (et autres nouvelles fantastiques)                                                           | Littérature      |
| 356    | Voltaire | La Princesse de Babylone                                                                                       | Littérature      |
| 357    | Anonyme | Tristan et Iseut                                                                                               | Littérature      |
| 358    | Luc Delannoy | Billie Holiday                                                                                                 | Musique          |
| 359    | Stéphane Koechlin | Le Blues | Musique          |
| 360    | Michael Guinzburg | Le voleur de briquets                                                                                          | Noir et policier |
| 361    | Gilles Del Pappas | Massillia Dreams                                                                                               | Noir et policier |
| 362    | Anthologie présentée par Barbara Sadoul                                                                                                 | Un bouquet de fantômes                                                                                         | Littérature      |
| 363    | Épicure | Lettres à Ménécée et autres lettres sur le bonheur                                                             | Philosophie      |
| 364    | Anthologie présentée par Michel Le Bris                                                                                                 | Le Futur a déjà commencé                                                                                       | Littérature      |
| 365    | ??? | ??? | ???              |
| 366    | Bruno Blum | Le Reggae | Musique          |
| 367    | ??? | ??? | ???              |
| 368    | Anthologie présentée par Jacques Sadoul                                                                                                 | Une histoire de la science-fiction - 2 - L'âge d'or (1938-1957)                                                | Littérature      |
| 369    | ??? | ??? | ???              |
| 370    | ??? | ??? | ???              |
| 371    | Ivan Tourgueniev | Les Eaux printanières                                                                                          | Littérature      |
| 372    | Anthologie présentée par Barbara Sadoul                                                                                                 | Gare au garou !                                                                                                | Littérature      |
| 373    | Maud Tabachnik | Lâchez les chiens !                                                                                            | Noir et policier |
| 374    | Collectif | Une journée d'été (des écrivains contemporains racontent)                                                      | Littérature      |
| 375    | Marcel Proust | Sur la lecture (suivi de Journées de lecture)                                                                  | Littérature      |
| 376    | Daniel Keyes | Des fleurs pour Algernon                                                                                       | Littérature      |
| 377    | Alfred Jarry | Ubu roi | Théâtre          |
| 378    | Jonathan Swift | Le Voyage à Lilliput                                                                                           | Littérature      |
| 379    | Jerome Charyn | Appelez-moi Malaussène                                                                                         | Noir et policier |
| 380    | Anthologie présentée par Jérôme Leroy                                                                                                   | L'école, de Chateaubriand à Proust                                                                             | Littérature      |
| 381    | ??? | ??? | ???              |
| 382    | ??? | ??? | ???              |
| 383    | Alfred de Musset | Lorenzaccio | Théâtre          |
| 384    | Stan Cuesta | Édith Piaf | Musique          |
| 385    | Arthur Rimbaud | Les Illuminations (suivi de Une saison en enfer)                                                               | Poésie           |
| 386    | François Ducray | Pink Floyd | Musique          |
| 387    | Jean d'Ormesson | Une autre histoire de la littérature française : Le Moyen Age et le XVIe siècle                                | Littérature      |
| 388    | Jean d'Ormesson | Une autre histoire de la littérature française : Le Théâtre classique                                          | Littérature      |
| 389    | Lewis Carroll | Les Aventures d'Alice au pays des merveilles                                                                   | Littérature      |
| 390    | Jean Racine | Britannicus | Théâtre          |
| 391    | Philippe Barbot | Bashung | Musique          |
| 392    | ??? | ??? | ???              |
| 393    | Jérôme Leroy | Big sister | Noir et policier |
| 394    | Adrien Le Bihan | Auschwitz graffiti                                                                                             | Littérature      |
| 395    | Anthologie présentée par Sébastien Lapaque et Jérôme Leroy                                                                              | Éloge de l'ivresse, d'Anacréon à Guy Debord                                                                    | Littérature      |
| 396    | Michel Bettane et Thierry Desseauve | Guide du vin (connaître, déguster et conserver le vin)                                                         | Cuisine          |
| 397    | ??? | ??? | ???              |
| 398    | Sophie Loubière | Petits polars à l'usage des grands                                                                             | Noir et policier |
| 399    | Michèle Lesbre | Un homme assis                                                                                                 | Noir et policier |
| 400    | Vincent Borel | Vie et mort d'un crabe                                                                                         | Littérature      |
| 401    | Madame de Sévigné | Ma chère bonne... (lettres choisies)                                                                           | Littérature      |
| 402    | ??? | ??? | ???              |
| 403    | Anthologie présentée par Guillaume Pigeard de Gurbert                                                                                   | Si la philosophie m'était contée, de Platon à Gilles Deleuze                                                   | Philosophie      |
| 404    | Anthologie présentée par Jacques Sadoul                                                                                                 | Une histoire de la science-fiction - 3 - L'expansion (1958-1981)                                               | Littérature      |
| 405    | Florence Tredez | Madonna | Musique          |
| 406    | Serge Loupien | Elvis Presley                                                                                                  | Musique          |
| 407    | Jean d'Ormesson | Une autre histoire de la littérature française : Les écrivains du Grand Siècle                                 | Littérature      |
| 408    | Jean d'Ormesson | Une autre histoire de la littérature française : Les lumières                                                  | Littérature      |
| 409    | Collectif (sous la direction de Jean-Pierre Guéno)                                                                                      | Paroles de détenus                                                                                             | Documents        |
| 410    | Comtesse de Ségur | Les Malheurs de Sophie                                                                                         | Littérature      |
| 411    | Yveline Brière | Le livre de la méditation                                                                                      | Spiritualité     |
| 412    | Michael Guinzburg | Gangster en rouge                                                                                              | Noir et policier |
| 413    | Thierry Jonquet | Le Bal des débris                                                                                              | Noir et policier |
| 414    | Anthologie présentée par Sébastien Lapaque                                                                                              | Les Sept péchés capitaux - Orgueil                                                                             | Littérature      |
| 415    | Anthologie présentée par Sébastien Lapaque                                                                                              | Les Sept péchés capitaux - Envie                                                                               | Littérature      |
| 416    | Anthologie présentée par Sébastien Lapaque                                                                                              | Les Sept péchés capitaux - Avarice                                                                             | Littérature      |
| 417    | Anthologie présentée par Sébastien Lapaque                                                                                              | Les Sept péchés capitaux - Paresse                                                                             | Littérature      |
| 418    | Anthologie présentée par Sébastien Lapaque                                                                                              | Les Sept péchés capitaux - Colère                                                                              | Littérature      |
| 419    | Anthologie présentée par Sébastien Lapaque                                                                                              | Les Sept péchés capitaux - Luxure                                                                              | Littérature      |
| 420    | Anthologie présentée par Sébastien Lapaque                                                                                              | Les Sept péchés capitaux - Gourmandise                                                                         | Littérature      |
| 421    | Abbé du Prat | Vénus dans le cloître (en)                                                                                     | Littérature      |
| 422    | Jean-Baptiste Boyer d'Argens | Thérèse philosophe                                                                                             | Littérature      |
| 423    | John Cleland | Fanny Hill | Littérature      |
| 424    | André-Robert Andréa de Nerciat | Le Doctorat impromptu                                                                                          | Littérature      |
| 425    | Dominique Vivant Denon | Point de lendemain                                                                                             | Littérature      |
| 426    | Jean-Claude Izzo | Loin de tous rivages (poèmes illustrés par Jacques Ferrandez)                                                  | Poésie           |
| 427    | Adrien Barrot | L'enseignement mis à mort                                                                                      | Essai            |
| 428    | Pierre-André Taguieff | Du progrès | Essai            |
| 429    | Roddy Doyle | Rendez-vous au pub                                                                                             | Littérature      |
| 430    | Marcel Proust | Un amour de Swann                                                                                              | Littérature      |
| 431    | Anthologie présentée par K. Humbert | Les Lolitas | Littérature      |
| 432    | ??? | ??? | ???              |
| 433    | Mikaël Ollivier et Hugues Barrière | Bruce Springsteen                                                                                              | Musique          |
| 434    | Jean-Claude Izzo | L'aride des jours                                                                                              | Poésie           |
| 435    | Dermot Bolger | Un Irlandais en Allemagne                                                                                      | Littérature      |
| 436    | Gérard de Nerval | Sylvie (suivi de Les Chimères et de Odelettes)                                                                 | Littérature      |
| 437    | Anthologie présentée par Jacques Sadoul                                                                                                 | Une histoire de la science-fiction - 4 - Le renouveau (1982-2000)                                              | Poésie           |
| 438    | Pierre Siniac | L’Affreux joujou                                                                                               | Noir et policier |
| 439    | Jean d'Ormesson | Une autre histoire de la littérature française : Le romantisme                                                 | Littérature      |
| 440    | Jean d'Ormesson | Une autre histoire de la littérature française : Écrivains et romanciers du XIXe siècle                        | Littérature      |
| 441    | Sheila O'Flanagan (en) | Histoire de Maggie                                                                                             | Littérature      |
| 442    | Gérard Guégan | Debord est mort, le Che aussi. Et alors ?                                                                      | Essai            |
| 443    | ??? | ??? | ???              |
| 444    | Anthologie présentée par Roger Martin                                                                                                   | Corse noire | Littérature      |
| 445    | ??? | ??? | ???              |
| 446    | Stan Cuesta | Léo Ferré | Musique          |
| 447    | Vincent Banville | Ballade irlandaise                                                                                             | Littérature      |
| 448    | Saint Jean de la Croix | Dans une nuit obscure                                                                                          | Poésie           |
| 449    | Article du journal Le Monde | Coup de chaud sur la planète                                                                                   | Essai            |
| 450    | ??? | ??? | ???              |
| 451    | Maud Tabachnik | Home, sweet home                                                                                               | Noir et policier |
| 451    | Brigitte Kernel | Exquis cadavres                                                                                                | Noir et policier |
| 453    | Jean d'Ormesson | Une autre histoire de la littérature française : La poésie au XIXe siècle                                      | Littérature      |
| 454    | Jean d'Ormesson | Une autre histoire de la littérature française : La poésie à l'aube du XXe siècle                              | Littérature      |
| 455    | Hugues Le Tanneur | Charlie Parker                                                                                                 | Musique          |
| 456    | Jean-Yves Reuzeau | Jim Morrison et les Doors                                                                                      | Musique          |
| 457    | Patricia Scanlan | Mauvaises ondes                                                                                                | Littérature      |
| 458    | Henry Bauchau | Mignonne, allons voir si la rose                                                                               | Poésie           |
| 459    | Jean d'Ormesson | Une autre histoire de la littérature française : Le roman au XXe siècle : Gide, Proust, Céline, Giono          | Littérature      |
| 460    | Jean d'Ormesson | Une autre histoire de la littérature française : Écrivains et romanciers du XXe siècle                         | Littérature      |
| 461    | Michel Leydier | Noires américaines                                                                                             | Noir et policier |
| 462    | ??? | ??? | ???              |
| 463    | Deirdre Purcell (en) | Jésus et Billy s'en vont à Barcelone                                                                           | Littérature      |
| 464    | Beaumarchais | Le Mariage de Figaro                                                                                           | Théâtre          |
| 465    | Jean-Henri Fabre | Histoires d'insectes                                                                                           | Littérature      |
| 466    | Bruno Juffin | Lou Reed et le Velvet Underground                                                                              | Musique          |
| 467    | ??? | ??? | ???              |
| 468    | Article du journal Le Monde | Les femmes et la politique - Du droit de vote à la parité                                                      | Essai            |
| 469    | Jean Racine | Andromaque | Théâtre          |
| 470    | Collectif | Conjugaison française                                                                                          | Mémo             |
| 471    | Alberto Moravia | Histoires d'amour                                                                                              | Littérature      |
| 472    | Gérard Lefort | Le Poulpe - Vomi soit qui malle y pense                                                                        | Noir et policier |
| 473    | Noël Simsolo | Le Poulpe - Un travelo nommé désir                                                                             | Noir et policier |
| 474    | Anthologie présentée par Michel Le Bris                                                                                                 | Mondes blancs                                                                                                  | Littérature      |
| 475    | Anthologie présentée par K. Humbert | Plages | Littérature      |
| 476    | Molière | Le Tartuffe ou l'Imposteur                                                                                     | Théâtre          |
| 477    | Marivaux | La Dispute suivi de L'Île des esclaves                                                                         | Théâtre          |
| 478    | Shakespeare | Richard III | Théâtre          |
| 479    | Collectif | Une seconde avant l'an 2000                                                                                    | Littérature      |
| 480    | Silvain Vanot | Bob Dylan | Musique          |
| 481    | Yves Simon | Le souffle du monde                                                                                            | Poésie           |
| 482    | Cyrille Fleischman | Retour au métro Saint-Paul (nouvelles)                                                                         | Littérature      |
| 483    | Anthologie présentée par Sébastien Lapaque                                                                                              | Rabelais | Littérature      |
| 484    | Collectif | Pensées de la cité                                                                                             | Littérature      |
| 485    | Anthologie présentée par Jacques Sadoul                                                                                                 | Une histoire de la science-fiction - 5 - La science-fiction française (1950-2000)                              | Littérature      |
| 486    | Cesare Battisti | Le Poulpe - J'aurai ta Pau                                                                                     | Noir et policier |
| 487    | José-Louis Bocquet | Le Poulpe - Zarmaggedon                                                                                        | Noir et policier |
| 488    | ??? | ??? | ???              |
| 489    | Benjamin Constant | Adolphe | Littérature      |
| 490    | Edgar Allan Poe | Ligeia (suivi de Aventure sans pareille d'un certain Hans Pfaall)                                              | Littérature      |
| 491    | Article du journal Le Monde | La peine de mort                                                                                               | Essai            |
| 492    | Collectif (sous la direction de Jean-Pierre Guéno)                                                                                      | Mémoire de Maître, paroles d'élèves                                                                            | Documents        |
| 493    | Delphine Schwartzbrod | La cuisine du lendemain                                                                                        | Cuisine          |
| 494    | Delphine Schwartzbrod | La cuisine bio                                                                                                 | Cuisine          |
| 495    | Delphine Schwartzbrod | La cuisine des fêtards                                                                                         | Cuisine          |
| 496    | Pierre Clauss | La cuisine des herbes et des fleurs                                                                            | Cuisine          |
| 497    | Pierre Clauss | Les soupes | Cuisine          |
| 498    | Jacques Tardi | Les Aventures extraordinaires d'Adèle Blanc-Sec - 1 : Adèle et la Bête                                         | Bande dessinée   |
| 499    | Jacques Tardi | Les Aventures extraordinaires d'Adèle Blanc-Sec - 2 : Le Démon de la Tour Eiffel                               | Bande dessinée   |
| 500    | Georges-Jean Arnaud | Le Poulpe - L'antizyklon des atroces                                                                           | Noir et policier |
| 501    | Andreu Martín | Le Poulpe - Vainqueurs et cons vaincus                                                                         | Noir et policier |
| 502    | Vincent Ravalec | Pour une nouvelle sorcellerie artistique                                                                       | Littérature      |
| 503    | Henri Brunel | Contes zen | Spiritualité     |
| 504    | Anthologie présentée par Sébastien Lapaque                                                                                              | Malheur aux riches                                                                                             | Littérature      |
| 505    | Anthologie présentée par Yveline Brière                                                                                                 | Le livre de la paix intérieure                                                                                 | Spiritualité     |
| 506    | Lionelle Nugon-Baudon | Bien se nourrir avec 10 francs (1,52 €)                                                                        | Cuisine          |
| 507    | Lewis Carroll | Alice à travers le miroir                                                                                      | Littérature      |
| 508    | Marie de France | Le lai du rossignol et autres lais courtois                                                                    | Littérature      |
| 509    | Catherine Normier | Bleus marine : histoire d'une différence                                                                       | Littérature      |
| 510    | Hubert Prolongeau | La Cage aux fous                                                                                               | Littérature      |
| 511    | ??? | ??? | ???              |
| 512    | François Thomazeau | Schram & Guigou, justiciers RMistes - Qui a brûlé le diable ?                                                  | Noir et policier |
| 513    | André Comte-Sponville | Le bonheur, désespérément                                                                                      | Littérature      |
| 514    | Taslima Nasreen | Femmes : poèmes d'amour et de combat                                                                           | Poésie           |
| 515    | François Gorin | Jacques Brel                                                                                                   | Musique          |
| 516    | Stéphane Koechlin | John Lee Hooker                                                                                                | Musique          |
| 517    | Victor Hugo | Lucrèce Borgia                                                                                                 | Théâtre          |
| 518    | Olivier Nuc | Neil Young | Musique          |
| 519    | Michel Houellebecq | Lanzarote (et autres textes)                                                                                   | Littérature      |
| 520    | Anton Tchekhov | La Cigale (et autres nouvelles)                                                                                | Littérature      |
| 521    | Yves Marc Ajchenbaum | Les présidents de la Ve République                                                                             | Documents        |
| 522    | Clarisse Fabre | Les élections, mode d'emploi                                                                                   | Documents        |
| 523    | Gaël Gauvin | Montaigne (Anthologie)                                                                                         | Littérature      |
| 524    | Ann Scott | Poussières d'anges (récits)                                                                                    | Littérature      |
| 525    | Brigitte Kernel et Éliane Girard | Fan Attitude                                                                                                   | Sociologie       |
| 526    | Didier Daeninckx | Le Poulpe - Éthique en toc                                                                                     | Noir et policier |
| 527    | Euripide | Médée (suivi de Les Troyennes)                                                                                 | Théâtre          |
| 528    | Françoise Morvan | Lutins et lutines                                                                                              | Littérature      |
| 529    | Samuel Aslanoff et Olivier Edmonf | La Coupe du monde à tous les stades                                                                            | Documents        |
| 530    | Sébastien Lapaque | J'ai vu passer dans mon rêve (Anthologie de la poésie française)                                               | Poésie           |
| 531    | Patrick Weber | L'amour couronné (Les destins de Wallis Simpson, Silvia de Suède, Grace de Monaco, ...)                        | Histoire         |
| 532    | ??? | ??? | ???              |
| 533    | Brigitte Kernel | Exquis cadavres - 2                                                                                            | Noir et policier |
| 534    | Nathalie Baccus | Grammaire française                                                                                            | Mémo             |
| 535    | Brigitte Kernel | Un été d'écrivains (grands entretiens)                                                                         | Documents        |
| 536    | Molière | Le Malade imaginaire                                                                                           | Théâtre          |
| 537    | Nicolas Ungemuth | Iggy Pop | Musique          |
| 538    | Jacques Tardi | Les Aventures extraordinaires d'Adèle Blanc-Sec - 3 : Le Savant fou                                            | Bande dessinée   |
| 539    | Jacques Tardi | Les Aventures extraordinaires d'Adèle Blanc-Sec - 4 : Momies en folie                                          | Bande dessinée   |
| 540    | Jean-Yves Reuzeau | Les Rolling Stones                                                                                             | Musique          |
| 541    | ??? | ??? | ???              |
| 542    | Marcel Proust | La confession d'une jeune fille (et autres textes)                                                             | Littérature      |
| 543    | Emma Christa | Le Poulpe - Les ravies au lit                                                                                  | Noir et policier |
| 544    | Anthologie présentée par Barbara Sadoul                                                                                                 | Fées, sorcières ou diablesses                                                                                  | Littérature      |
| 545    | ??? | ??? | ???              |
| 546    | Marina Mielczarek | Israël - Palestine (Une terre, du sang, des larmes)                                                            | Documents        |
| 547    | Fred Vargas | Salut et liberté (suivi de La nuit des brutes)                                                                 | Noir et policier |
| 548    | Zoé Valdés | Un trafiquant d'ivoire, quelques pastèques (et autres nouvelles)                                               | Littérature      |
| 549    | Collectif (sous la direction de Jean-Pierre Guéno)                                                                                      | Paroles d'étoiles : mémoires d'enfants cachés (1939-1945)                                                      | Documents        |
| 550    | Andrea H. Japp | La dormeuse en rouge (et autres nouvelles)                                                                     | Noir et policier |
| 551    | Gilles & Laurence Laurendon | La cuisine des pirates                                                                                         | Cuisine          |
| 552    | Gilles & Laurence Laurendon | La cuisine du Far-West                                                                                         | Cuisine          |
| 553    | Gilles & Laurence Laurendon | La cuisine des Indiens d'Amérique                                                                              | Cuisine          |
| 554    | Gilles & Laurence Laurendon | La cuisine des explorateurs                                                                                    | Cuisine          |
| 555    | Gilles & Laurence Laurendon | La cuisine du désert                                                                                           | Cuisine          |
| 556    | Gustave Flaubert | Passion et vertu (et autres textes de jeunesse)                                                                | Littérature      |
| 557    | ??? | ??? | ???              |
| 558    | Anne-Marie Bonnerot | Conjugaison anglaise                                                                                           | Anglais          |
| 559    | Martin Winckler | Le Poulpe - Touche pas à mes deux seins                                                                        | Noir et policier |
| 560    | Françoise Martinetti | Les droits de l'enfant                                                                                         | Droit            |
| 561    | Henri Brunel | La relaxation, c'est facile ! / La relaxation pour tous                                                        | Santé            |
| 562    | Jacques Tardi | Adieu Brindavoine, suivi de La fleur au fusil                                                                  | Bande dessinée   |
| 563    | Jacques Tardi | Les Aventures extraordinaires d'Adèle Blanc-Sec - 5 : Le Secret de la salamandre                               | Bande dessinée   |
| 564    | Pierre Bordage | Nuits-lumière : Mystères en Guillestrois                                                                       | Littérature      |
| 565    | Henri Tincq | Jean-Paul II                                                                                                   | Documents        |
| 566    | Saint Luc | Évangile de Saint Luc                                                                                          | Religion         |
| 567    | Anthologie d'articles du Monde par Paul Benkimoun                                                                                       | Les maladies d'aujourd'hui                                                                                     | Document         |
| 568    | Catherine Maillard et Éric Bony | Le rêve, histoire et significations                                                                            | Psychologie      |
| 569    | Souâd Belhaddad | Manu Chao et la Mano Negra                                                                                     | Musique          |
| 570    | Pierre Corneille | L'illusion comique                                                                                             | Théâtre          |
| 571    | Anthologie présentée par Jean-Pierre Siméon                                                                                             | Lettres à la Jeunesse                                                                                          | Anthologie       |
| 572    | Jean-Jacques Marie | Staline | Biographie       |
| 573    | Jacques Tardi | Les Aventures extraordinaires d'Adèle Blanc-Sec - 6 : Le Noyé à Deux Têtes                                     | BD               |
| 574    | Philippe Berthet et Yann | Pin-Up - 1 : Remember Pearl Harbor                                                                             | BD               |
| 575    | Anthologie présentée par Irène Frain | Je vous aime                                                                                                   | Littérature      |
| 576    | Anonyme | Roman de Renart                                                                                                | Littérature      |
| 577    | Jules Verne | Christophe Colomb                                                                                              | Biographie       |
| 578    | Collectif (compilé par Yves Marc Ajchenbaum)                                                                                            | Les États-Unis, gendarmes du monde (en coédition avec Le Monde)                                                | Document         |
| 579    | Henri Brunel | Nouveaux contes zen                                                                                            | Spiritualité     |
| 580    | Anonyme | La Farce de maître Pathelin (suivi de La Farce du cuvier)                                                      | Théâtre          |
| 581    | Philippe Berthet et Yann | Pin-Up - 2 : Poison Ivy                                                                                        | BD               |
| 582    | Anthologie présentée par Damien Panerai                                                                                                 | Le haschich | Littérature      |
| 583    | Marc Zisman | Le funk | Hors Série       |
| 584    | Christian Binet | Les Bidochons - 1 : Roman d'amour                                                                              | BD               |
| 585    | Molière | Les Femmes savantes                                                                                            | Théâtre          |
| 586    | Fred Vargas | Petit Traité de toutes vérités sur l'existence                                                                 | Policier         |
| 587    | Homère | L'Iliade (Morceaux choisis)                                                                                    | Littérature      |
| 588    | Yves-Marc Ajchenbaum | Voyage dans le Système Solaire                                                                                 | Science          |
| 589    | Caroline Bee | Mylène Farmer L'ange blessé                                                                                    | Musique          |
| 590    | Anonyme | Le Coran (Versets choisis)                                                                                     | Spiritualité     |
| 591    | James Matthew Barrie | Peter Pan | Imaginaire       |
| 592    | L. Frank Baum | Le Magicien d'Oz                                                                                               | Littérature      |
| 593    | Gilles Van Heems | Dieux et héros de la mythologie grecque                                                                        | Mémo             |
| 594    | Jérôme Jacobs | Fêtes et célébrations Petite histoire de nos coutumes et traditions                                            | Repères          |
| 595    | Mathieu Scavennec | Le Calcul - précis d'algèbre et d’arithmétique                                                                 | Mémo             |
| 596    | Nathalie Baccus | Orthographe française                                                                                          | Mémo             |
| 597    | Villiers de l'Isle-Adam | Contes au fer rouge                                                                                            | Littérature      |
| 598    | Molière | Le Médecin malgré lui                                                                                          | Théâtre          |
| 599    | Stan Cuesta | U2 | Musique          |
| 600    | Oscar Wilde | Le fantôme de Canterville (et autres contes)                                                                   | Littérature      |
| 601    | Anne-Marie Bonnerot | Grammaire anglaise                                                                                             | Mémo             |
| 602    | Daniel Ichbiah | Le Solfège | Mémo             |
| 603    | Sébastien Durand-Viel et David Cobbold                                                                                                  | Le vin et ses plaisirs                                                                                         | Repères          |
| 604    | Marivaux | Le jeu de l'amour et du hasard                                                                                 | Théâtre          |
| 605    | Patrick Besson | 28, boulevard Aristide-Briand, suivi de Vacances en Botnie                                                     | Roman            |
| 606    | Pierre-Valéry Archassal | La généalogie, mode d'emploi                                                                                   | Repères          |
| 607    | Claude Moisy | John F. Kennedy (1917-1963)                                                                                    | Biographie       |
| 608    | Collectif | La Guerre d'Algérie 1954-1962                                                                                  | Document         |
| 609    | Collectif | La Constitution de la Ve République                                                                            | Document         |
| 610    | Marc Besse | Noir Désir | Musique          |
| 611    | Anthologie présentée par Barbara Sadoul                                                                                                 | La solitude du vampire                                                                                         | Imaginaire       |
| 612    | Collectif (recueillis par Jean-Pierre Guéno)                                                                                            | Première fois (en coédition avec Radio France)                                                                 | Document         |
| 613    | Maurice G. Dantec | Dieu porte-t-il des lunettes noires ? (et autres nouvelles)                                                    | Imaginaire       |
| 614    | Guy Rachet | Vie du Bouddha                                                                                                 | Religion         |
| 615    | Adelbert de Chamisso | L'étrange histoire de Peter Schlemihl                                                                          | Littérature      |
| 616    | Friedich Nietzsche | Fragments et aphorismes (Extraits choisis)                                                                     | Philosophie      |
| 617    | Collectif | Amour, désir, jalousie : 600 citations littéraires et amoureuses                                               | Littérature      |
| 618    | Jean-Louis Crimon | Renaud | Musique          |
| 619    | Jérôme Schmidt | Génération manga                                                                                               | Repères          |
| 620    | Daniel Ichbiah | Dictionnaire des instruments de musique                                                                        | Repères          |
| 621    | Alfred de Musset | À quoi rêvent les jeunes filles (et autres pièces)                                                             | Théâtre          |
| 622    | Jean de La Fontaine | Contes libertins                                                                                               | Poésie           |
| 623    | Jacques Tardi | Le démon des glaces                                                                                            | BD               |
| 624    | Christian Binet | Les Bidochons - 2 : Les Bidochon en vacances                                                                   | BD               |
| 625    | Estérelle Pyany | Devine qui vient dîner ce soir !                                                                               | Cuisine          |
| 626    | ??? | ??? | ???              |
| 627    | Henri Brunel | Dieu en poche : L'aventure d'une vie                                                                           | Spiritualité     |
| 628    | Léon Tolstoï | Enfance | Littérature      |
| 629    | Le Monde | Indochine | Document         |
| 630    | Cyrano de Bergerac | Lettres d'amour et d'humeur                                                                                    | Littérature      |
| 631    | Christian Lamet | Charles Aznavour                                                                                               | Musique          |
| 632    | Collectif | Toutes les femmes sont fatales                                                                                 | Noir             |
| 633    | Collectif | Tabac : Arnaques, dangers et désintoxication                                                                   | Santé            |
| 634    | Collectif (sous la direction de Jean-Pierre Guéno)                                                                                      | Paroles du jour J                                                                                              | Document         |
| 635    | Platon | Apologie de Socrate (suivi de Criton et Euthyphron)                                                            | Philosophie      |
| 636    | Francis Scott Fitzgerald | Le pirate de haute mer                                                                                         | Littérature      |
| 637    | Carine Bernardi | Francis Cabrel                                                                                                 | Musique          |
| 638    | ??? | ??? | ???              |
| 639    | Laurent Lavige | En avant la musique ! (Jeux et tests)                                                                          | Musique          |
| 640    | Philippe Geluck | Le Chat - 1 | BD               |
| 641    | Anthologie présentée par Estelle Doudet                                                                                                 | L'amour courtois et la chevalerie                                                                              | Littérature      |
| 642    | Jean-Pierre Colignon | Difficultés du français                                                                                        | Mémo             |
| 643    | Jean-Bernard Piat | Vocabulaire anglais courant                                                                                    | Mémo             |
| 644    | Frédéric Eusèbe | Conjugaison espagnole                                                                                          | Mémo             |
| 645    | Collectif | L'Europe : 25 pays, une histoire (en coédition avec Le Monde)                                                  | Document         |
| 646    | Jacques Tardi | Les Aventures extraordinaires d'Adèle Blanc-Sec - 7 : Tous des monstres !                                      | BD               |
| 647    | Molière | Le Misanthrope                                                                                                 | Théâtre          |
| 648    | Pavel Hak | Sniper | Roman            |
| 649    | ??? | ??? | ???              |
| 650    | Patrick Weber | Les rois de France                                                                                             | Mémo             |
| 651    | Sophie Chautard | Guerres et conflits du XXe siècle                                                                              | Mémo             |
| 652    | Claire Lalouette | Dieux et pharaons de l'Égypte ancienne                                                                         | Mémo             |
| 653    | Mélanie Lamarre | Dictées pour progresser                                                                                        | Mémo             |
| 654    | Collectif (sous la direction de Jean-Pierre Guéno)                                                                                      | 1914-1918 : Mon papa en guerre                                                                                 | Document         |
| 655    | François Truffaut | L'homme qui aimait les femmes                                                                                  | Littérature      |
| 656    | Fernando Arrabal | Lettre à Fidel Castro                                                                                          | Littérature      |
| 657    | Collectif | Pouvoir, ambition, succès : 600 citations littéraires et politiques                                            | Littérature      |
| 658    | Collectif | Il était une fois la France, chronique d'une société en mutation (1950-2000)                                   | Document         |
| 659    | Marc Besse | Björk | Musique          |
| 660    | Jack Chaboud | La Franc-Maçonnerie                                                                                            | Document         |
| 661    | Arnaud Desjardins | Premiers pas vers la sagesse                                                                                   | Spiritualité     |
| 662    | Frédéric Ogé et Pierre Simon | Sites pollués en France                                                                                        | Santé            |
| 663    | Marie Langre et Dr Maurice Rabache | Toxiques alimentaires                                                                                          | Santé            |
| 664    | Voltaire | Jeannot et Colin (et autres contes philosophiques)                                                             | Littérature      |
| 665    | Nadjette Mehanneche Guidoum | Pâtisseries orientales                                                                                         | Hors Série       |
| 666    | Anthologie présentée par Tiphaine Samoyault                                                                                             | Le chant des sirènes                                                                                           | Imaginaire       |
| 667    | Anonyme | Enseignements du Bouddha                                                                                       | Spiritualité     |
| 668    | Jacques de Voragine | La légende dorée (Vie des douze apôtres)                                                                       | Spiritualité     |
| 669    | Éric Anceau | Napoléon (1769-1821)                                                                                           | Biographie       |
| 670    | Martin Winckler | Séries télé | Policier         |
| 671    | Damien Panerai | Dictionnaire de rimes                                                                                          | Mémo             |
| 672    | Pierre Jaskarzec | Le français est un jeu                                                                                         | Mémo             |
| 673    | Le Monde | La Corse | Document         |
| 674    | Christian Binet | Les Bidochons - 3 : Les Bidochon en habitation à loyer modéré                                                  | BD               |
| 675    | Philippe Geluck | Le Chat - 2 : Le retour du chat                                                                                | BD               |
| 676    | Vanessa Saab | Un psy, pour quoi faire ?                                                                                      | Santé            |
| 677    | Élisabeth Tingry | Handicaps : Mieux vivre au quotidien - recours, aides, solutions                                               | Santé            |
| 678    | Sénèque | De la vie heureuse - De la tranquillité de l'âme                                                               | Philosophie      |
| 679    | Henri Brunel | Le moustique ou 70 histoires zen pour rire et sourire                                                          | Spiritualité     |
| 680    | Elsa Fayner | Violences, féminin pluriel                                                                                     | Document         |
| 681    | ??? | ??? | ???              |
| 682    | Hans Christian Andersen | La Petite Sirène et autres contes                                                                              | Littérature      |
| 683    | Claude-Catherine Kiejman et Catherine Lamour                                                                                            | Petits dîners entre amis                                                                                       | Cuisine          |
| 684    | Estérelle Payany | La cuisine des fauchés                                                                                         | Cuisine          |
| 685    | Estérelle Payany | Cuisine de fête chic et pas chère                                                                              | Cuisine          |
| 686    | Anonyme (extraits choisis par François Bonfils)                                                                                         | Vie de Jésus (extraits des quatre Évangiles)                                                                   | Spiritualité     |
| 687    | Loïc Tremblay | Céline Dion | Musique          |
| 688    | Olivier Cachin | Eminem | Musique          |
| 689    | Collectif | La paix armée, de Yalta au blocus de Berlin (1944-1948)                                                        | Document         |
| 690    | Bruno Perreau | Homosexualité : Dix clés pour comprendre, vingt textes à découvrir                                             | Document         |
| 691    | Nicolas Gogol | Le Nez (suivi du Manteau)                                                                                      | Littérature      |
| 692    | Sophocle | Antigone | Théâtre          |
| 693    | Didier Daeninckx, Thierry Joncquet, Michel Quint, Jean-Bernard Pouy                                                                     | Villes noires (Nouvelles)                                                                                      | Noir             |
| 694    | Dashiell Hammett | On ne peut vous pendre qu'une fois et autres enquêtes de Sam Spade                                             | Policier         |
| 695    | Collectif | Les plus beaux poèmes d'amour                                                                                  | Poésie           |
| 696    | Jean-Marc Schiappa | La Révolution française - 1789-1799                                                                            | Mémo             |
| 697    | ??? | ??? | ???              |
| 698    | Anton Tchekov | Histoire de rire et autres nouvelles                                                                           | Littérature      |
| 699    | Philippe Dupuis | Mots croisés - 1                                                                                               | Jeux d'esprit    |
| 700    | ??? | ??? | ???              |
| 701    | Philippe Dupuis | Mots croisés- 2                                                                                                | Mémo             |
| 702    | Thierry Carpentier | Méthode de guitare                                                                                             | Mémo             |
| 703    | Christophe Crénel | The Police et Sting                                                                                            | Musique          |
| 704    | Didier Daeninckx | Les Sorciers de la Bessède et autres contes noirs                                                              | Noir et policier |
| 705    | Mathilde Brindel et Frédéric Hatchondo                                                                                                  | Jeux de cartes, jeux de dés et autres petits jeux rigolos                                                      | Jeux d'esprit    |
| 706    | Philippe Dupuis | Mots croisés- 3                                                                                                | Mémo             |
| 707    | Philippe Dupuis | Mots croisés-4                                                                                                 | Mémo             |
| 708    | Dominique Boutel | Guide de la musique classique                                                                                  | Musique          |
| 709    | Anthologie présentée par Estelle Doudet                                                                                                 | Les chevaliers de la Table ronde                                                                               | Littérature      |
| 710    | Axelle Beth et Elsa Marpeau | Figures de style                                                                                               | Mémo             |
| 711    | Irène Nouailhac et Carole Narteau | Mouvements littéraires français du Moyen Âge au XIXe siècle                                                    | Mémo             |
| 712    | María Dolores Jennepin | Grammaire espagnole                                                                                            | Mémo             |
| 713    | Micheline Moreau-Rouault | Latin pour débutants                                                                                           | Mémo             |
| 714    | Patrick Weber | Histoire de l'art et des styles                                                                                | Mémo             |
| 715    | Stéphanie Schwartzbrod | Tout bon, tout bio !                                                                                           | Cuisine          |
| 716    | Nadjette Guidoum | Saveurs du sud                                                                                                 | Cuisine          |
| 717    | Rudyard Kipling | Les frères de Mowgli et autres nouvelles de la jungle                                                          | Littérature      |
| 718    | Joseph Conrad | Typhon | Littérature      |
| 719    | Victor Hugo | Ruy Blas | Théâtre          |
| 720    | Bernard Klein | Histoire romaine                                                                                               | Mémo             |
| 721    | ??? | ??? | ???              |
| 722    | Collectif | Le dernier mot                                                                                                 | Mémo             |
| 723    | ??? | ??? | ???              |
| 724    | Pr Claude Béraud | Les médicaments sans tabou                                                                                     | Santé            |
| 725    | Dr. William Lowenstein, Dr. Jean-Pierre Tarot, Dr. Olivier Phan, Pierre Simon                                                           | Les drogues (cannabis, cocaïne, crack, ecstasy, héroïne)                                                       | Santé            |
| 726    | Collectif | Cher pays de mon enfance, paroles de déracinés (en coédition avec Radio France)                                | Document         |
| 727    | Marco Polo | Le Livre des merveilles du monde                                                                               | Littérature      |
| 728    | Nadjette Mehanneche Guidoum | Couscous et tajines                                                                                            | Hors Série       |
| 729    | Jérôme Schmidt | Sushis, sashimis, yakitoris et compagnie                                                                       | Hors Série       |
| 730    | ??? | ??? | ???              |
| 731    | ??? | ??? | ???              |
| 732    | Binet | Les Bidochon : Princesse Raymonde                                                                              | BD               |
| 733    | Lao-Tseu | Tao-Te-King | Spiritualité     |
| 734    | Anthologie présentée par Marianne Goeury et Sophie Bardin                                                                               | La littérature nord-américaine, d'Edgar Poe à Tennessee Williams                                               | Littérature      |
| 735    | Claire Bretécher | Les Frustrés - 1                                                                                               | BD               |
| 736    | Claire Bretécher | Agrippine | BD               |
| 737    | Guillaume Apollinaire | Les onze mille verges                                                                                          | Littérature      |
| 738    | Claire Bretécher | Les Frustrés - 2                                                                                               | BD               |
| 739    | Claire Bretécher | Agrippine prend vapeur                                                                                         | BD               |
| 740    | Giliane Darracq, Jean-Marc Gibert et Bernard Topuz                                                                                      | Le guide du bébé - Bien accompagner bébé de 0 à 1 an                                                           | Santé            |
| 741    | Marie Langre et Pierre Simon | Le dico de la santé                                                                                            | Santé            |
| 742    | Collectif | Irak, les années Saddam (1979-2005)                                                                            | Document         |
| 743    | Gérard Dhôtel | Le dico de l'info                                                                                              | Mémo             |
| 744    | Éric Lecompte | Tartines, recettes craquantes pour déjeuners chronométrés                                                      | Cuisine          |
| 745    | Estérelle Payany | Soufflés, recettes gonflées                                                                                    | Cuisine          |
| 746    | Delos W. Lovelace | King Kong | Littérature      |
| 747    | Tours & Détours | Lisbonne : Visites inattendues, instants magiques                                                              | Tourisme         |
| 748    | Tours & Détours | Rome : Visites inattendues, instants magiques                                                                  | Tourisme         |
| 749    | Tours & Détours | Paris : Visites inattendues, instants magiques                                                                 | Tourisme         |
| 750    | Tours & Détours | Prague : Visites inattendues, instants magiques                                                                | Tourisme         |
| 751    | Tours & Détours | Budapest : Visites inattendues, instants magiques                                                              | Tourisme         |
| 752    | Tours & Détours | Barcelone : Visites inattendues, instants magiques                                                             | Tourisme         |
| 753    | Christelle Crosnier et Valérie Vlacci                                                                                                   | L'amour comme au cinéma                                                                                        | Cinéma           |
| 754    | Edgar Allan Poe | Le système du Dr Goudron et du Pr Plume (et autres histoires extraordinaires)                                  | Imaginaire       |
| 755    | Anthologie présentée par Elsa Marpeau                                                                                                   | Des crocodiles dans les égouts et autres légendes urbaines                                                     | Littérature      |
| 756    | Alain Gastineau | Formulaire de mathématiques                                                                                    | Mémo             |
| 757    | Bernard Klein | 300 proverbes et expressions hérités du latin et du grec                                                       | Mémo             |
| 758    | Collectif (en collaboration avec Le Monde 2)                                                                                            | La Grande Guerre, vue par les artistes et les écrivains (1914-1918)                                            | Document         |
| 759    | Collectif (en collaboration avec Le Monde 2)                                                                                            | Martin Luther King (1929-1968), l'apôtre de la non-violence                                                    | Biographie       |
| 760    | Jérôme Schmidt | L'art de chiner                                                                                                | Mémo             |
| 761    | Yves-Marc Ajchenbaum | Les tubes de l'été : Chansons cultes, des sixties aux années 2000                                              | Musique          |
| 762    | David Lelait-Helo | Vanessa Paradis                                                                                                | Musique          |
| 763    | Alexandre Bourjala | Maths pratiques, maths magiques : Les mathématiques appliquées au quotidien                                    | Mémo             |
| 764    | ??? | ??? | ???              |
| 765    | ??? | ??? | ???              |
| 766    | Anthologie présentée par Géraud Bénech et Laurent Loiseau                                                                               | Carnets de Verdun                                                                                              | Document         |
| 767    | Christophe Verselle | Le dico de la philo (Plus de 100 notions essentielles)                                                         | Mémo             |
| 768    | Gérard Dhôtel | Adolescence, mode d'emploi                                                                                     | Document         |
| 769    | Henri Brunel | Le guide de l'astrologie                                                                                       | Mémo             |
| 770    | Martin Winckler | Le mensonge est ici                                                                                            | Policier         |
| 771    | Alain Gastineau | La géométrie                                                                                                   | Mémo             |
| 772    | Pierre Jaskarzec | Les mots qui se ressemblent (250 pièges de la langue française)                                                | Mémo             |
| 773    | André Larané | Chronologie universelle                                                                                        | Mémo             |
| 774    | ??? | ??? | ???              |
| 775    | Alfred de Musset | Lorenzaccio | Théâtre          |
| 776    | Molière | Les Précieuses ridicules                                                                                       | Théâtre          |
| 777    | ??? | ??? | ???              |
| 778    | Victor Hugo | Hernani | Théâtre          |
| 779    | Alfred de Musset | Il faut qu'une porte soit ouverte ou fermée (suivi de Un caprice)                                              | Théâtre          |
| 780    | Emmanuel Dupaquier et Carl Voyer | Petit atlas de la France d'aujourd'hui                                                                         | Mémo             |
| 781    | Christophe Verselle | Vincent Humbert, le débat sur le droit de mourir                                                               | Document         |
| 782    | Patrick Weber | Les reines de France                                                                                           | Mémo             |
| 783    | Tours & Détours | Marrakech : Visites inattendues, instants magiques                                                             | Tourisme         |
| 784    | Tours & Détours | Bruxelles : Visites inattendues, instants magiques                                                             | Tourisme         |
| 785    | Tours & Détours | Londres : Visites inattendues, instants magiques                                                               | BD               |
| 786    | Tours & Détours | Venise : Visites inattendues, instants magiques                                                                | Tourisme         |
| 787    | Ambrose Bierce | Le dictionnaire du diable                                                                                      | Littérature      |
| 788    | Collectif (sous la direction de Jean-Pierre Guéno)                                                                                      | Paroles d'amour : un siècle de lettres d'amour 1905-2005                                                       | Document         |
| 789    | Estérelle Payany | Show chocolat                                                                                                  | Cuisine          |
| 790    | Estérelle Payany | Pasta party | Cuisine          |
| 791    | Estérelle Payany | Brunchs branchés                                                                                               | Cuisine          |
| 792    | Philippe Geluck | Le quatrième chat                                                                                              | BD               |
| 793    | Gustave Flaubert | Mémoires d'un fou                                                                                              | Littérature      |
| 794    | Khalil Gibran | La voix de l'éternelle sagesse                                                                                 | Spiritualité     |
| 795    | François Bonfils | Dictionnaire des personnages de la Bible                                                                       | Mémo             |
| 796    | Anthologie présentée par Julia Forestier                                                                                                | Anges et démons dans l'univers biblique                                                                        | Spiritualité     |
| 797    | Isabelle Boumier et Marc Pottier | Paroles d'indigènes : Les soldats oubliés de la Seconde Guerre Mondiale                                        | Document         |
| 798    | Collectif | Paroles de Poilus : Les plus belles lettres en BD                                                              | BD               |
| 799    | Salvator Erba | Une France pluriculturelle                                                                                     | Document         |
| 800    | Bruno Perreau | 50 ans de vie politique française                                                                              | Document         |
| 801    | Anne Ducrocq | La Société vue par les religions                                                                               | Document         |
| 802    | ??? | ??? | ???              |
| 803    | Sabine Duhamel | Plateaux-télé                                                                                                  | Cuisine          |
| 804    | Anne Martinetti | La cuisine des séries                                                                                          | Cuisine          |
| 805    | ??? | ??? | ???              |
| 806    | Jean-Daniel Dubois | Les apocryphes chrétiens                                                                                       | Textes sacrés    |
| 807    | Isabelle Bréda et Carole Hourt | Les bons usages d'Internet                                                                                     | Mémo             |
| 808    | Isabelle Bournier et Marc Pottier | Le Dico du citoyen                                                                                             | Mémo             |
| 809    | Anne Ducrocq | Guide des retraites spirituelles                                                                               | Hors Série       |
| 810    | Anne Tardy | Les plus beaux textes pour célébrer une union                                                                  | Spiritualité     |
| 811    | Fondation Nicolas Hulot | Écologuide de A à Z                                                                                            | Mémo             |
| 812    | Anthologie présentée par Christophe Verselle                                                                                            | Ni Dieu, ni maître ! De Diderot à Nietzsche                                                                    | Philosophie      |
| 813    | Jean-Michel Dequeker-Fergon | L'histoire de France est un jeu                                                                                | Mémo             |
| 814    | Catherine Giroud | L'anglais est un jeu                                                                                           | Mémo             |
| 815    | Régine Quéva | La science est un jeu                                                                                          | Mémo             |
| 816    | Dominique Maricq | Hergé par lui-même                                                                                             | BD               |
| 817    | Henri Brunel | Les haïkus | Poésie           |
| 818    | François Dufour | Comment ne pas rater son bac ?                                                                                 | Mémo             |
| 819    | Collectif | Buffet toqué                                                                                                   | Cuisine          |
| 820    | Raoul Vaneigem | Dictionnaire de citations                                                                                      | Littérature      |
| 821    | Philippe Hucher | Le Jazz | Hors Série       |
| 822    | ??? | ??? | ???              |
| 823    | Marie-Noëlle Bernes-Heuga | Chinois pour débutants                                                                                         | Mémo             |
| 824    | Agnès Brière | Méthode de dessin                                                                                              | Hors Série       |
| 825    | Marianne Gœury | Les Lumières : L'invention de l'esprit critique                                                                | Littérature      |
| 826    | Denis Diderot | Supplément au voyage de Bougainville et autres contes                                                          | Littérature      |
| 827    | Russell Banks | L'ange sur le toit                                                                                             | Littérature      |
| 828    | ??? | ??? | ???              |
| 829    | Christophe Bouillet | Gandhi (1869-1948)                                                                                             | Document         |
| 830    | Collectif | Anglais : toutes les bases de l'anglais à portée de main !                                                     | Mémo             |
| 831    | André Giordan et Jérôme Saltet | Apprendre à apprendre                                                                                          | Mémo             |
| 832    | Collectif | Expression française : toutes les bases du français à portée de main !                                         | Mémo             |
| 833    | Vincent Moriniaux | La géographie est un jeu                                                                                       | Mémo             |
| 834    | Catherine Groud | La mythologie est un jeu                                                                                       | Mémo             |
| 835    | Collectif | Langue française : toutes les bases du français à portée de main !                                             | Mémo             |
| 836    | Collectif | Mathématiques : toutes les bases du calcul à portée de main !                                                  | Mémo             |
| 837    | Ariel Kenig | La littérature est un jeu                                                                                      | Mémo             |
| 838    | Montesquieu | Lettres persanes                                                                                               | Littérature      |
| 839    | Jean de la Bruyère | Les Caractères ou les Mœurs de ce siècle                                                                       | Littérature      |
| 840    | Régine Quéva | Les méthodes de lecture expliquées aux parents                                                                 | Mémo             |
| 841    | William Shakespeare | Le Songe d'une nuit d'été                                                                                      | Théâtre          |
| 842    | Incarnita García Lardenois et Annette Vitali Margot                                                                                     | Vocabulaire espagnol (Plus de 500 mots et expressions usuels)                                                  | Mémo             |
| 843    | Jean-Christophe Attias et Esther Benbassa                                                                                               | Petite histoire du judaïsme                                                                                    | Histoire         |
| 844    | Mohammad Ali Amir-Moezzi et Pierre Lory                                                                                                 | Petite histoire de l'islam                                                                                     | Histoire         |
| 845    | Jérôme Schmidt | Poker : les méthodes pour gagner                                                                               | Hors Série       |
| 846    | Paul Kades | Le guide des femmes                                                                                            | Mémo             |
| 847    | Karin Bernfeld | Déjouer les troubles alimentaires                                                                              | Santé            |
| 848    | Collectif (sous la direction de Jean-Pierre Guéno)                                                                                      | Paroles de femmes : La liberté du regard (1900-2019)                                                           | Document         |
| 849    | Olympes de Gouges | Zamore et Mirza ou l'Esclavage des Noirs                                                                       | Théâtre          |
| 850    | Collectif | La dimension humoristique                                                                                      | Humour           |
| 851    | Anthologie présentée par Barbara Sadoul                                                                                                 | La dimension fantastique - 4                                                                                   | Littérature      |
| 852    | André Larané | Les grandes dates du XXe siècle                                                                                | Mémo             |
| 853    | André Larané | Les grands noms de l'Histoire                                                                                  | Mémo             |
| 854    | Kevin Labiausse | Les grands discours de l'histoire                                                                              | Mémo             |
| 856    | Jack London | Le Silence blanc et autres nouvelles du Grand Nord                                                             | Littérature      |
| 857    | Jean-Noël Robert | Petite histoire du bouddhisme                                                                                  | Histoire         |
| 858    | Jean Baubérot | Petite histoire du christianisme                                                                               | Histoire         |
| 859    | Jean-Luc Villin et Pierre Vinard | Aux urnes citoyens !                                                                                           | Document         |
| 860    | Christophe Verselle | La philo est un jeu                                                                                            | Mémo             |
| 861    | Yves Billard | Le XXe siècle est un jeu                                                                                       | Mémo             |
| 862    | Sylvie Favier | L'espagnol est un jeu                                                                                          | Mémo             |
| 863    | Estelle Delaube | Le Guide des premiers secours                                                                                  | Santé            |
| 864    | ??? | ??? | ???              |
| 865    | Anthologie de Jean-Pierre Guéno | Lettres à nos mères                                                                                            | Littérature      |
| 866    | Stéphanie Wyler et Gilles Van Heems | Les Grands Mythes antiques - Textes fondateurs de la mythologie gréco-romaine                                  | Mémo             |
| 867    | Anthologie présentée par Jacques Chevrier                                                                                               | La Littérature africaine                                                                                       | Littérature      |
| 868    | Anonyme | Gilgamesh | Littérature      |
| 869    | ??? | ??? | ???              |
| 870    | Pierre Vavasseur | Le Guide des 100 romans incontournables                                                                        | Littérature      |
| 871    | Hélène Amalric | Le Guide des 100 polars incontournables                                                                        | Policier         |
| 872    | François Gorin | Jacques Brel                                                                                                   | Musique          |
| 873    | André Larané | Les grandes dates de l'Histoire de France                                                                      | Mémo             |
| 874    | Jean-Bernard Piat | "It's raining cats and dogs" et autres expressions idiomatiques anglaises                                      | Mémo             |
| 875    | Bernard Klein | Les expressions qui ont fait l'histoire                                                                        | Mémo             |
| 876    | Jean-Michel Dequeker-Fergon | Paris est un jeu                                                                                               | Mémo             |
| 877    | Collectif | Mythologie | Mémo             |
| 878    | Sophie Chautard, André Larané, Kevin Labiausse et Yves Billard                                                                          | XXe siècle | Mémo             |
| 879    | Collectif | Espagnol | Mémo             |
| 880    | Christophe Deshoulières | Le théâtre est un jeu                                                                                          | Mémo             |
| 881    | Collectif | La culture est un jeu                                                                                          | Mémo             |
| 882    | Collectif (Anthologie présentée par Elsa Marpeau)                                                                                       | Carpe diem, l'art du bonheur selon les poètes de la Renaissance                                                | Poésie           |
| 883    | ??? | ??? | ???              |
| 884    | Woody Allen | Le Chantier infernal et autres nouvelles                                                                       | Littérature      |
| 885    | Robin Hobb | Retour au pays                                                                                                 | Littérature      |
| 886    | Collectif | Paroles d'enfance                                                                                              | Document         |
| 887    | Kevin Labiausse | Les grandes inventions de l'histoire                                                                           | Mémo             |
| 888    | Patrick Weber | Histoire de l'architecture                                                                                     | Mémo             |
| 889    | Patrick Weber | Histoire de la sculpture                                                                                       | Mémo             |
| 890    | Jézabel Couppey-Soubeyran | L'économie est un jeu                                                                                          | Mémo             |
| 891    | ??? | ??? | ???              |
| 892    | Collectif | Histoire des religions                                                                                         | Mémo             |
| 893    | Collectif | Paroles de Verdun - La bande-dessinée                                                                          | BD               |
| 894    | Kevin Labiausse | Les grands procès de l'histoire                                                                                | Mémo             |
| 895    | Kevin Labiausse | Les grandes énigmes de l'histoire                                                                              | Mémo             |
| 896    | Kevin Labiausse | Les grandes batailles de l'histoire                                                                            | Mémo             |
| 897    | Jean-Noël Leblanc | Le bac français est un jeu                                                                                     | Mémo             |
| 898    | Régine Quéva | Guide du ciel - Les secrets de la Voie Lactée                                                                  | Hors Série       |
| 899    | Fred Ernest | Guide de la magie - Les secrets des illusionnistes                                                             | Hors Série       |
| 900    | ??? | ??? | ???              |
| 901    | Éléonore Mongiat | Vocabulaire italien                                                                                            | Mémo             |
| 902    | Daniel Ichbiah | L'Énigme du sphinx et autres casse-tête, devinettes et jeux de logique                                         | Hors Série       |
| 903    | Pierre Vavasseur | Le Guide des 100 premières phrases incontournables                                                             | Littérature      |
| 904    | Serge Ciccotti | La psycho est un jeu                                                                                           | Mémo             |
| 905    | Mireille Guézenec et Anne Mazire | Grammaire italienne                                                                                            | Mémo             |
| 906    | Éléonore Mongiat | Conjugaison italienne                                                                                          | Mémo             |
| 907    | ??? | ??? | ???              |
| 908    | ??? | ??? | ???              |
| 909    | Thibaud Eliroff, Éric Holstein et Jérôme Vincent                                                                                        | 100 chefs-d'œuvre incontournables de l'imaginaire                                                              | Littérature      |
| 910    | Joseph Vebret | Madame Bovary, le procès de l'œuvre                                                                            | Mémo             |
| 911    | ??? | ??? | ???              |
| 912    | Arthur Conan Doyle | Treize enquêtes élémentaires de Sherlock Holmes                                                                | Policier         |
| 913    | Rudolf Brennemann et Pierre Vinard | Dico de l'économie                                                                                             | Mémo             |
| 914    | Woody Allen | Dentiste mystérieux à Manhattan et autres nouvelles                                                            | Littérature      |
| 915    | Nasr Eddin Hodja | La soupe au piment et autres sublimes idioties                                                                 | Spiritualité     |
| 916    | Collectif | Les 7 péchés capitaux                                                                                          | Littérature      |
| 917    | Bernard-Yves Cochain | L'histoire de l'art est un jeu                                                                                 | Mémo             |
| 918    | David Zavaglia | Le corps humain est un jeu                                                                                     | Mémo             |
| 919    | Catherine Fruchon-Toussaint | 100 héros de la littérature                                                                                    | Littérature      |
| 920    | Mariucia Bertolozzi | L'italien est un jeu                                                                                           | Mémo             |
| 921    | Jean-Bernard Piat | Le Dico du franglais                                                                                           | Mémo             |
| 922    | Claire Julliard | Les scandales littéraires                                                                                      | Littérature      |
| 923    | ??? | ??? | ???              |
| 924    | Honoré de Balzac | Le Chef-d'œuvre inconnu (suivi de La Maison du chat-qui-pelote)                                                | Littérature      |
| 925    | Collectif (sous la direction de Jean-Pierre Guéno)                                                                                      | Paroles de l'ombre - Lettres,carnets et récits des Français sous l'Occupation 1939-1945                        | Document         |
| 926    | Joseph Vebret | Anthologie érotique                                                                                            | Littérature      |
| 927    | Collectif | Histoire de l'art                                                                                              | Mémo             |
| 928    | Carole Narteau et Irène Nouailhac | Littérature française - Le Moyen-Âge                                                                           | Mémo             |
| 929    | Carole Narteau et Irène Nouailhac | Littérature française - Le XVIe siècle                                                                         | Mémo             |
| 930    | Carole Narteau et Irène Nouailhac | Littérature française - Le XVIIe siècle                                                                        | Mémo             |
| 931    | Carole Narteau et Irène Nouailhac | Littérature française - Le XVIIIe siècle                                                                       | Mémo             |
| 932    | Carole Narteau et Irène Nouailhac | Littérature française - Le XIXe siècle                                                                         | Mémo             |
| 933    | Carole Narteau et Irène Nouailhac | Littérature française - Le XXe siècle                                                                          | Mémo             |
| 934    | Collectif | Italien : Toutes les bases de l'italien à portée de mains !                                                    | Mémo             |
| 935    | Laure Lechertier et Laurent Piccini | Guide de l'automédication (en coédition avec La Mutualité Française)                                           | Santé            |
| 936    | Joseph Vebret | Chronologie de la littérature                                                                                  | Mémo             |
| 937    | ??? | ??? | ???              |
| 938    | ??? | ??? | ???              |
| 939    | Yann Queffélec | Vert cruel | Littérature      |
| 940    | ??? | ??? | ???              |
| 941    | Collectif | 100 romans contemporains                                                                                       | littérature      |
| 942    | Joseph Vebret | 100 romans d'amour incontournables                                                                             | Littérature      |
| 943    | Joseph Vebret | 100 romans érotiques incontournables                                                                           | Littérature      |
| 944    | Régine Quéva | L'écologie est un jeu                                                                                          | Mémo             |
| 945    | Alain Gastineau | Les maths sont un jeu                                                                                          | Mémo             |
| 946    | Philippe Geluck | Le Chat - 3 : La vengeance du chat                                                                             | BD               |
| 947    | Philippe Geluck | Le Chat - 4 : Le 4e chat                                                                                       | BD               |
| 948    | Nicolas Ricalens-Pourchot | L'orthographe est un jeu                                                                                       | Mémo             |
| 949    | Claudine Glot | Le Moyen-Âge est un jeu                                                                                        | Mémo             |
| 950    | Ève-Marie Habla | La grammaire est un jeu - 150 questions pour être en règle avec la grammaire                                   | Mémo             |
| 951    | Andrée Chedid | Au cœur du cœur                                                                                                | Poésie           |
| 952    | Georges Brassens | La Tour des miracles                                                                                           | Littérature      |
| 953    | Georges Brassens | Les couleurs vagues et autres recueils                                                                         | Littérature      |
| 954    | Pablo Picasso | Poèmes | Poésie           |
| 955    | Jean Mercier | Dictionnaire du christianisme                                                                                  | Mémo             |
| 956    | Emma Bajac | La politique est un jeu                                                                                        | Mémo             |
| 957    | Emmanuelle Le Roy Poncet | 100 films incontournables                                                                                      | Hors Série       |
| 958    | Fred Vargas | Critique de l'anxiété pure                                                                                     | Policier         |
| 959    | Hubert Prolongeau | 100 livres les plus drôles                                                                                     | Littérature      |
| 960    | Pierre Vavasseur | 100 histoires drôles incontournables                                                                           | Littérature      |
| 961    | Bernard Klein | L'Antiquité est un jeu                                                                                         | Mémo             |
| 962    | ??? | ??? | ???              |
| 963    | ??? | ??? | ???              |
| 964    | Nathalie Ruaux | La logique est un jeu                                                                                          | Mémo             |
| 965    | Marie Donzel | La sexualité est un jeu                                                                                        | Mémo             |
| 966    | ??? | ??? | ???              |
| 967    | ??? | ??? | ???              |
| 968    | Anthologie présentée par Barbara Sadoul                                                                                                 | Les dimensions fantastiques                                                                                    | Littérature      |
| 969    | ??? | ??? | ???              |
| 970    | Collectif | La langue française est un jeu                                                                                 | Mémo             |
| 971    | ??? | ??? | ???              |
| 972    | Collectif | Être père, disent-ils                                                                                          | Littérature      |
| 973    | ??? | ??? | ???              |
| 974    | ??? | ??? | ???              |
| 975    | Gunther Capelle-Blancard et Jezabel Couppey-Soubeyran                                                                                   | La finance est un jeu dangereux                                                                                | Mémo             |
| 976    | Pierre Jaskarzec | Les mots sont un jeu                                                                                           | Mémo             |
| 977    | Collectif | Le procès de Boris Vian (J'irai cracher sur vos tombes, une œuvre condamnée)                                   | Document         |
| 978    | Joseph Vebret | Le procès d'Oscar Wilde                                                                                        | Document         |
| 979    | ??? | ??? | ???              |
| 980    | Fred Vargas et Edmond Baudoin (Illustrateur)                                                                                            | Le Marchand d'éponges                                                                                          | Policier         |
| 981    | Jules Renard | Journal - 1887-1910                                                                                            | Littérature      |
| 982    | Collectif | 100 poèmes incontournables                                                                                     | Poésie           |
| 983    | Lilo Petersen | Les Oubliées                                                                                                   | Document         |
| 984    | ??? | ??? | ???              |
| 985    | ??? | ??? | ???              |
| 986    | ??? | ??? | ???              |
| 987    | Alexandra Berner et Catherine Rabbe | La chimie est un jeu                                                                                           | Mémo             |
| 988    | Émilie François | Vocabulaire allemand                                                                                           | Mémo             |
| 989    | ??? | ??? | ???              |
| 990    | Pascale Matteï | Le français expliqué aux parents (Niveau collège)                                                              | Mémo             |
| 991    | Alain Gastineau | Les maths expliquées aux parents                                                                               | Mémo             |
| 992    | Collectif | Origine des mots : anglicismes, latinismes, hellénismes, etc.                                                  | Mémo             |
| 993    | Carole Narteau et Irène Nouailhac | Littérature française : les grands mouvements littéraires                                                      | Mémo             |
| 994    | André Larané et Kevin Labiausse | Histoire mondiale                                                                                              | Mémo             |
| 995    | Anne Ducrocq | La bibliothèque idéale des amoureux                                                                            | Littérature      |
| 996    | Collectif | Les Enfants de la balle                                                                                        | Littérature      |
| 997    | ??? | ??? | ???              |
| 998    | Nathalie Ruaux | Le dico des symboles                                                                                           | Mémo             |
| 999    | André Giordan et Jérôme Saltet | Apprendre à prendre des notes                                                                                  | Mémo             |
| 1000   | Jacques Athias | Grammaire allemande                                                                                            | Mémo             |
| 1001   | Jacques Athias | Conjugaison allemande                                                                                          | Mémo             |
| 1002   | Daniel Ichbiah | Le Grand Vrai/Faux de la culture générale                                                                      | Mémo             |
| 1003   | André Giordan et Jérôme Saltet | Apprendre à réussir                                                                                            | Mémo             |
| 1004   | André Giordan et Jérôme Saltet | Apprendre à réviser                                                                                            | Mémo             |
| 1005   | Charles Pépin | Les copies idéales du bac philo                                                                                | Mémo             |
| 1006   | Charles Pépin | Comment réussir son bac philo ?                                                                                | Mémo             |
| 1007   | ??? | ??? | ???              |
| 1008   | ??? | ??? | ???              |
| 1009   | ??? | ??? | ???              |
| 1010   | Maurice Leblanc | Trois histoires énigmatiques (suivi d'Une nouvelle aventure d'Arsène Lupin)                                    | Policier         |
| 1011   | Rudolf Brennemann, Caroline Hanse, Pierre Vinard                                                                                        | Guide de survie en entreprise                                                                                  | Mémo             |
| 1012   | Pascale Matteï | Apprendre à rédiger                                                                                            | Mémo             |
| 1013   | ??? | ??? | ???              |
| 1014   | H.P. Lovecraft | Polaris et autres nouvelles                                                                                    | Littérature      |
| 1015   | ??? | ??? | ???              |
| 1016   | Jean-Noël Leblanc | Comment réussir son bac français ?                                                                             | Mémo             |
| 1017   | ??? | ??? | ???              |
| 1018   | Alain Gastineau | Formulaire de mathématiques - Collège                                                                          | Mémo             |
| 1019   | Charles Pépin | Les 10 philosophes incontournables du Bac Philo                                                                | Mémo             |
| 1020   | Collectif | Le programme du Front de Gauche et de son candidat commun Jean-Luc Mélenchon                                   | Document         |
| 1021   | ??? | ??? | ???              |
| 1022   | Mademoiselle Navie | La Kama-sutra est un jeu                                                                                       | Hors-Série       |
| 1023   | ??? | ??? | ???              |
| 1024   | Geneviève d'Angenstein | Le Savoir-vivre est un jeu                                                                                     | Hors-Série       |
| 1025   | Déborah Rudetzki | L'œnologie est un jeu                                                                                          | Hors-Série       |
| 1026   | Françoise Hamon | Le bricolage est un jeu                                                                                        | Hors-Série       |
| 1027   | ??? | ??? | ???              |
| 1028   | Sabine Duhamel | Dico des injures oubliées                                                                                      | Mémo             |
| 1029   | Guy de Maupassant | L'Odyssée d'une fille et autres aventures amoureuses                                                           | Littérature      |
| 1030   | ??? | ??? | ???              |
| 1031   | ??? | ??? | ???              |
| 1032   | ??? | ??? | ???              |
| 1033   | ??? | ??? | ???              |
| 1034   | Marek Halter | L'Odyssée du peuple juif                                                                                       | Document         |
| 1035   | Collectif | Les plus belles prières de Noël                                                                                | Spiritualité     |
| 1036   | Collectif (sous la direction de Bernard Sergent)                                                                                        | La Fin du monde                                                                                                | Document         |
| 1037   | Serge Maître | Comment ne pas payer ses dettes à son banquier ? (avec la loi)                                                 | Mémo             |
| 1038   | Maurice Leblanc | La Vie et les aventures extraordinaires d'Arsène Lupin                                                         | Policier         |
| 1039   | Victor Hugo | Claude Gueux et autres textes sur la peine de mort                                                             | Littérature      |
| 1040   | Madame de Lafayette | La Princesse de Montpensier (suivi de La Comtesse de Tende)                                                    | Littérature      |
| 1041   | ??? | ??? | ???              |
| 1042   | ??? | ??? | ???              |
| 1043   | Michel Onfray | Rendre la raison populaire                                                                                     | Idées            |
| 1044   | ??? | ??? | ???              |
| 1045   | Christophe Grojean et Laurent Vacavant                                                                                                  | À la recherche du Boson de Higgs                                                                               | Mémo             |
| 1046   | Honoré de Balzac, Guy de Maupassant et Stendhal                                                                                         | Trois chroniques scandaleuses (L'Élixir de longue vie, Les Cenci, Un parricide)                                | Littérature      |
| 1047   | Malek Chebel | L'Islam, de chair et de sang (sur l'amour, le sexe et la viande)                                               | Idées            |
| 1048   | Jean-Pierre Guéno | Lili Marleen                                                                                                   | Document         |
| 1049   | ??? | ??? | ???              |
| 1050   | Charb | Petit Traité d'intolérance                                                                                     | Idées            |
| 1051   | Michel Onfray | Manifeste hédoniste                                                                                            | Idées            |
| 1052   | Florence Noiville | J'ai fait HEC et je m'en excuse                                                                                | Idées            |
| 1053   | ??? | ??? | ???              |
| 1054   | Jules Verne | Les révoltés de la Bounty (suivi d'Une île de Lord Byron)                                                      | Littérature      |
| 1055   | Alexandre Dumas | Gabriel Lambert, le bagnard de l'Opéra                                                                         | Littérature      |
| 1056   | Honoré de Balzac | La Fille aux yeux d'or                                                                                         | Littérature      |
| 1057   | Rudyard Kipling | L'homme qui voulut être roi (suivi de La Marque de la bête et autres nouvelles indiennes)                      | Littérature      |
| 1058   | Honoré de Balzac | La Femme abandonnée (suivi du Message)                                                                         | Littérature      |
| 1059   | Jules Verne | Le Tour du monde en 80 jours                                                                                   | Littérature      |
| 1060   | Jules Renard | Le Vigneron dans sa vigne                                                                                      | Littérature      |
| 1061   | Henry James | Maud-Evelyn (suivi de La Mort du lion)                                                                         | Littérature      |
| 1062   | Colette | Contes des mille et un matins                                                                                  | Littérature      |
| 1063   | Jonathan Swift | Voyage au pays des Houyhnhnms (Le dernier voyage de Gulliver)                                                  | Littérature      |
| 1064   | Hervé Lehning | Questions de maths utiles                                                                                      | Mémo             |
| 1065   | Joanne Baker | Les Lois essentielles de la physique                                                                           | Mémo             |
| 1066   | Edwin Abbott Abbott | Flatland | Littérature      |
| 1067   | Collectif | Ne me libère pas, je m'en charge (17 plaidoyers pour l'émancipation des femmes)                                | Idées            |
| 1068   | Christophe Deshoulières | L'opéra est un jeu                                                                                             | Mémo             |
| 1069   | Catherine Groud | Le latin est un jeu                                                                                            | Mémo             |
| 1070   | Stendhal | Vanina Vanini et autres nouvelles                                                                              | Littérature      |
| 1071   | Molière | George Dandin ou le Mari confondu                                                                              | Théâtre          |
| 1072   | ??? | ??? | ???              |
| 1073   | Pierre Corneille | Horace | Théâtre          |
| 1074   | Saint Augustin | Sur le mensonge (suivi de Du maître)                                                                           | Philosophie      |
| 1075   | Platon | Gorgias | Philosophie      |
| 1076   | Arthur Schopenhauer | L'Art d'avoir toujours raison                                                                                  | Philosophie      |
| 1077   | François de La Rochefoucauld | Maximes | Philosophie      |
| 1078   | Marc Aurèle | Pensées | Philosophie      |
| 1079   | Collectif (sous la direction de Jean-Pierre Guéno)                                                                                      | Paroles d'Algérie - Lettres de torturés 1954-1962                                                              | Document         |
| 1080   | ??? | ??? | ???              |
| 1081   | Dr Henri Rozenbaum | La Vérité sur la pilule                                                                                        | Santé            |
| 1082   | Pierre-Jérôme Biscarat | D'Izieu à Auschwitz                                                                                            | Document         |
| 1083   | Collectif (sous la direction de Jean-Pierre Guéno)                                                                                      | Les Poilus | Document         |
| 1084   | Étienne de La Boétie | Discours de la servitude volontaire                                                                            | Philosophie      |
| 1085   | Jean-Jacques Rousseau | Du contrat social                                                                                              | Philosophie      |
| 1086   | Voltaire | Traité sur la tolérance                                                                                        | Philosophie      |
| 1087   | Patrick Roland | Comment réussir son permis de conduire sans se ruiner ?                                                        | Mémo             |
| 1088   | Jean-Claude Mailly | Il faut sauver le service public                                                                               | Documents        |
| 1089   | Hans Christian Andersen | La Reine des Neiges et autres contes                                                                           | Littérature      |
| 1090   | Madame Leprince de Beaumont | La Belle et la Bête et autres contes                                                                           | Littérature      |
| 1091   | ??? | ??? | ???              |
| 1092   | Félix Marquardt | Barrez-vous ! - Le guide                                                                                       | Mémo             |
| 1093   | Reporter sans frontières | Classement mondial de la liberté de la presse 2014                                                             | Document         |
| 1094   | Guillaume Apollinaire | Alcools | Poésie           |
| 1095   | Jean Jaurès | Les plus beaux discours                                                                                        | Idées            |
| 1096   | Baron d'Holbach | Essai sur l'art de ramper à l'usage des courtisans                                                             | Philosophie      |
| 1097   | Épictète | Manuel (suivi des Entretiens rassemblés par Arrien)                                                            | Philosophie      |
| 1098   | Chrétien de Troyes | Yvain ou Le chevalier au Lion                                                                                  | Littérature      |
| 1099   | François-René de Chateaubriand | Atala (suivi de René)                                                                                          | Littérature      |
| 1100   | Arthur Anjou | Les pires coups de pute, de Judas à nos jours (pour ne citer personne)                                         | Humour           |
| 1101   | David Alfoy et Cécile Sauvan | Je déchire au collège                                                                                          | Mémo             |
| 1102   | Malika Ould Elhocine | Une heure par semaine pour réussir au CP - Maths                                                               | Mémo             |
| 1103   | Madame d'Aulnoy | La Belle aux cheveux d'or (suivi du Nain jaune et de L'Oiseau bleu)                                            | Littérature      |
| 1104   | Guy de Maupassant | La parure et autres nouvelles réalistes                                                                        | Littérature      |
| 1105   | Madame de Sévigné | Lettres choisies                                                                                               | Littérature      |
| 1106   | Molière | L'Amour médecin                                                                                                | Théâtre          |
| 1107   | ??? | ??? | ???              |
| 1108   | Blaise Pascal,Aristote,Michel de Montaigne,Antoine Arnauld (1612-1694),Pierre Nicole,Georges-Louis Leclerc de Buffon,Frédéric Beigbeder | L'art de persuader                                                                                             | Philosophie      |
| 1109   | ??? | ??? | ???              |
| 1110   | ??? | ??? | ???              |
| 1111   | ??? | ??? | ???              |
| 1112   | La Gauche Forte | Le Guide Anti-FN                                                                                               | Idées            |
| 1113   | Rainer Maria Rilke | Lettres à un jeune poète                                                                                       | Poésie           |
| 1114   | Albine Novarino-Pothier | Tu quitteras ton père et ta mère                                                                               | Mémo             |
| 1115   | ??? | ??? | ???              |
| 1116   | Michel Rocard | Comment la France se réconcilie avec l'excellence                                                              | Documents        |
| 1117   | David Simonetta | Les plus grands mythes de Platon                                                                               | Mémo             |
| 1118   | Collectif | Un drame dans les airs et autres récits d'aventure                                                             | Littérature      |
| 1119   | David Alfroy et Cécile Sauvan | Je déchire au lycée                                                                                            | Mémo             |
| 1120   | Brice Coleur | C'est le chantier ? Gardez le sourire !                                                                        | Humour           |
| 1121   | Philippe Madeline et Jean-Marc Moriceau                                                                                                 | Paroles de paysans                                                                                             | Documents        |
| 1122   | ??? | ??? | ???              |
| 1123   | Ghislaine Blondet | Une heure par semaine pour réussir au CP - Français                                                            | Mémo             |
| 1124   | Nicolas Rétif de La Bretonne | Nouveau moyen pour bannir l'ennui des ménages                                                                  | Philosophie      |
| 1125   | Yves Quemeneur et Benjamin Stora | Mémoires d'Algérie - Lettres, carnets et récits des Français et des Algériens 1954-1962                        | Documents        |
| 1126   | Pierre Challand et Marc Hillman | Bourgs et calembourgs                                                                                          | Humour           |
| 1127   | Marc Hillman | Le best-of des lois les plus bizarres dans le monde entier                                                     | Humour           |
| 1128   | Collectif | Un humaniste et autres nouvelles à chute                                                                       | Littérature      |
| 1129   | Jules Simon | La peine de mort                                                                                               | Littérature      |
| 1130   | Maurice Genevoix | Ceux de 14 - Les Éparges                                                                                       | Littérature      |
| 1131   | Collectif | Enfances, adolescences                                                                                         | Littérature      |
| 1132   | Collectif | Soyez insatiables, soyez fous                                                                                  | Documents        |
| 1133   | ??? | ??? | ???              |
| 1134   | Sigmund Freud | Petites perversions ordinaires                                                                                 | Philosophie      |
| 1135   | ??? | ??? | ???              |
| 1136   | Candice Kornberg Anzel | Avant j'avais une vie, maintenant j'ai des enfants                                                             | Humour           |
| 1137   | Anne-Marie Bonnerot | L'Anglais au collège - méthode complète de grammaire et de vocabulaire                                         | Mémo             |
| 1138   | Étienne Klein | Les secrets de la matière                                                                                      | Mémo             |
| 1139   | Joanne Baker | 20 petites leçons d'astronomie                                                                                 | Mémo             |
| 1140   | Emmanuel Savoye et Marc Hillman | Le Drôle de Dico de la Musique                                                                                 | Musique          |
| 1141   | Marine Alban | Les plus belles récitations de notre enfance                                                                   | Poésie           |
| 1142   | Serge Klarsfeld | Le combat d'une vie, 25 ans à traquer les nazis                                                                | Documents        |
| 1143   | Guy de Maupassant | Contes de la bécasse                                                                                           | Littérature      |
| 1144   | Laurent Gaudé et Sylvain Tesson | Regards sur le monde (deux nouvelles contemporaines)                                                           | Littérature      |
| 1145   | Jean Giraudoux | La guerre de Troie n'aura pas lieu                                                                             | Théâtre          |
| 1146   | Antoine Petit | Je déchire en stage (le guide du stagios pour survivre en entreprise)                                          | Mémo             |
| 1147   | Alessandro Giraudo | 20 histoires pour comprendre l'économie mondiale                                                               | Mémo             |
| 1148   | Collectif | Je te donne - Quatre auteurs qui s'engagent pour le don du sang                                                | Littérature      |
| 1149   | Henry-David Thoreau | Walden ou La vie dans les bois                                                                                 | Philosophie      |
| 1150   | Églantine Émeyé | Autisme : ce sont les familles qui en parlent le mieux                                                         | Idées            |
| 1151   | Antoine Prost | Les Français à la veille de la guerre (si nous vivions en 1913)                                                | Document         |
| 1152   | Jean-Pierre Guéno | Paroles d'exode Mai-Juin 1940                                                                                  | Document         |
| 1153   | Charles Beigbeder | Merci Patrons !                                                                                                | Idées            |
| 1154   | Philippe Geluck | Peut-on rire de tout ?                                                                                         | Littérature      |
| 1155   | Candice Kornberg Anzel et Laurent Gonzales                                                                                              | De chaque côté du lit                                                                                          | Humour           |
| 1156   | Marc Hillman | Le meilleur du pire des gaffes                                                                                 | Humour           |
| 1157   | Steeve Bourdieu | L'art de la drague 2.0                                                                                         | Humour           |
| 1158   | Collectif | Dans quel monde voulons-nous vivre ?                                                                           | Idées            |
| 1159   | ??? | ??? | ???              |
| 1160   | ??? | ??? | ???              |
| 1161   | ??? | ??? | ???              |
| 1162   | ??? | ??? | ???              |
| 1163   | ??? | ??? | ???              |
| 1164   | ??? | ??? | ???              |
| 1165   | ??? | ??? | ???              |
| 1166   | Arthur Schopenhauer | L'art d'être heureux (extraits issus d'Aphorismes sur la sagesse dans la vie)                                  | Philosophie      |
| 1167   | Collectif | 8 500 000 : L'état de la pauvreté en France                                                                    | Idées            |
| 1168   | Anthologie présentée par François-Xavier Bellamy                                                                                        | À la jeunesse                                                                                                  | Document         |
| 1169   | Victor Hugo | Pauca meæ (Livre IV des Contemplations)                                                                        | Poésie           |
| 1170   | Alfred de Musset | On ne badine pas avec l'amour                                                                                  | Théâtre          |
| 1171   | Henri-David Thoreau | La désobéissance civile (suivi de La vie sans principe)                                                        | Philosophie      |
| 1172   | ??? | ??? | ???              |
| 1173   | Hubert Deveaux et Marie Deveaux | 60 faits insolites de l'Histoire de France                                                                     | Mémo             |
| 1174   | Didier Chirat | 20 moments méconnus mais décisifs de l'histoire du monde                                                       | Mémo             |
| 1175   | Ian Stewart | Petites énigmes mathématiques et logiques                                                                      | Mémo             |
| 1176   | Mathieu Vidard | Les secrets du ciel                                                                                            | Mémo             |
| 1177   | Nicolas Guégan | Victimes du marketing                                                                                          | Mémo             |
| 1178   | Guy de Maupassant | Bel-Ami | Littérature      |
| 1179   | Guy de Maupassant | Aux champs et autres nouvelles                                                                                 | Littérature      |
| 1180   | Collectif | Les monstres et l'humain                                                                                       | Littérature      |
| 1181   | Collectif | Au commencement...                                                                                             | Littérature      |
| 1182   | Jules Verne | Un hivernage dans les glaces                                                                                   | Littérature      |
| 1183   | Jean-Bernard Piat | Les 100 pièges de l'anglais                                                                                    | Mémo             |
| 1184   | Bernard Cerquignili | L'orthographe rectifiée                                                                                        | Mémo             |
| 1185   | Collectif | Je suis venu te dire...                                                                                        | Littérature      |
| 1186   | Roger-Pol Droit | 7 philosophes qui ont fait le XXe siècle                                                                       | Mémo             |
| 1187   | ??? | ??? | ???              |
| 1188   | Collectif | Nos armes de citoyens : La Déclaration universelle des droits de l'Homme & La Constitution de la Ve République | Idées            |
| 1189   | Lembjed Bouzekri et Faroudja Kicher | Pas la gueule de l'emploi ?!                                                                                   | Mémo             |
| 1190   | François de Groiseilliez | L'Art de devenir député et même ministre par un oisif qui n'est ni l'un ni l'autre                             | Philosophie      |
| 1191   | Charb | Lettre aux escrocs de l'islamophobie qui font le jeu des racistes                                              | Idées            |
| 1192   | Nicolas Dupont-Aignan | Mon agenda de président, 100 jours pour tout changer                                                           | Idées            |
| 1193   | Collectif | "Qu'elles se marient, ou se fassent religieuses" : Quand les philosophes parlent des femmes                    | Idées            |
| 1194   | George Bernard Shaw | Guide de la Femme Intelligente en présence du Socialisme et du Capitalisme                                     | Philosophie      |
| 1195   | ??? | ??? | ???              |
| 1196   | Jean-Pierre Luminet | L'Univers en 40 questions                                                                                      | Mémo             |
| 1197   | Collectif | Énigmes créatives à gogo                                                                                       | Mémo             |
| 1198   | Marc Giraud | 50 histoires pour comprendre Darwin                                                                            | Mémo             |
| 1199   | ??? | ??? | ???              |
| 1200   | Ismaël Saidi | Djihad | Théâtre          |
| 1201   | Ismaël Saidi | Moi Ismaël, un musulman d'ici                                                                                  | Littérature      |
| 1202   | Collectif | Un pour tous, tous pour un ! : le héros à travers les âges                                                     | Littérature      |
| 1203   | Pierre-Alain Caltot | Français : Mémo Lycée                                                                                          | Mémo             |
| 1204   | Pierre-Alain Caltot | Français : Mémo Collège                                                                                        | Mémo             |
| 1205   | Nathalie Baccus | Grammaire française                                                                                            | Mémo             |
| 1206   | ??? | ??? | ???              |
| 1207   | Pascal Fioretto et Laurent Gerra | Lettres cachées de François M. à Anne                                                                          | Humour           |
| 1208   | Colette Roumanoff | Alzheimer : accompagner ceux qu'on aime (et les autres)                                                        | Idées            |
| 1209   | E.T.A Hoffman | Casse-noisette et le roi des souris                                                                            | Littérature      |
| 1210   | Olivier Clodong | "À la fin de l'envoi, je touche" - Histoire, cinéma, politique, littérature : les répliques qui tuent          | Humour           |
| 1211   | Collectif | Inventer demain : 20 projets pour un avenir meilleur                                                           | Idées            |
| 1212   | Collectif | Une heure de lecture... coquine                                                                                | Littérature      |
| 1213   | Collectif | Une heure de lecture... flippante                                                                              | Littérature      |
| 1214   | Collectif | Une heure de lecture... gourmande                                                                              | Littérature      |
| 1215   | Collectif | Une heure de lecture... rigolote                                                                               | Littérature      |
| 1216   | Charb | Nouveau petit traité d'intolérance                                                                             | Idées            |
| 1217   | Arnaud Montebourg | Le retour de la France                                                                                         | Idées            |
| 1218   | Jean-Joseph Julaud | Les malchanceux de l'histoire de France                                                                        | Mémo             |
| 1219   | Jean de La Fontaine | La Raison du plus fort (Fables choisies)                                                                       | Poésie           |
| 1220   | Guillaume Prigent | Avoir raison avec Schopenhauer                                                                                 | Philosophie      |
| 1221   | Jessica Cymerman et Candice Kornberg Anzel                                                                                              | Je ne suis pas bordélique, je suis créative                                                                    | Humour           |
| 1222   | Flore Cathala | Listes à apprendre par cœur pour posséder un peu du monde                                                      | Mémo             |
| 1223   | Malek Chebel | L'islam en 40 questions                                                                                        | Idées            |
| 1224   | ??? | ??? | ???              |
| 1225   | Marie-Hélène Baylac | La Petite Histoire : Les animaux célèbres                                                                      | Mémo             |
| 1226   | Madame d'Aulnoy | Le Prince Marcassin (suivi de La Belle et la Bête et de Babiole)                                               | Littérature      |
| 1227   | Collectif | Le roi des taupes et sa fille (Dix contes merveilleux)                                                         | Littérature      |
| 1228   | Jack London | La peste écarlate                                                                                              | Littérature      |
| 1229   | Arthur Rimbaud | Les cahiers de Douai                                                                                           | Poésie           |
| 1230   | Daria Marx et Eva Perez-Bello | "Gros" n'est pas un gros mot (Chroniques d'une discrimination ordinaire)                                       | Idées            |
| 1231   | Arthur Anjou | 68, année rhétorique (Les meilleurs slogans de Mai 68)                                                         | Idées            |
| 1232   | Guy de Maupassant, Octave Mirbeau et Émile Zola                                                                                         | Le Grand Michu et autres histoires d'amitié                                                                    | Littérature      |
| 1233   | Collectif | L'habit ne fait pas le moine (Histoire de préjugés, du romantisme au naturalisme)                              | Littérature      |
| 1234   | Frede Royer | 25 drôles d'anecdotes scientifiques                                                                            | Mémo             |
| 1235   | ??? | ??? | ???              |
| 1236   | Émile Zola | Sœur-des-Pauvres et autres contes à Ninon                                                                      | Littérature      |
| 1237   | Collectif | Au vingt-neuvième siècle et autres récits d'anticipation                                                       | Littérature      |
| 1238   | ??? | ??? | ???              |
| 1239   | Flore Cathala | Mes bonnes résolutions : 100 résolutions que vous allez tenir en 2019                                          | Humour           |
| 1240   | Laurent Avezou | Les mythes de l'Histoire de France                                                                             | Mémo             |
| 1241   | Frede Royer | 25 drôles d'anecdotes historiques                                                                              | Mémo             |
| 1242   | Joanne Baker | 20 petites leçons de physique quantique                                                                        | Mémo             |
| 1243   | Diane Béduchaud | La Petite Histoire de Noël                                                                                     | Mémo             |
| 1244   | Coline Pain | La Petite Histoire du thé                                                                                      | Mémo             |
| 1245   | Martine Nouet | La Petite Histoire du whisky                                                                                   | Mémo             |
| 1246   | Niels Planel | Abolir l'inégalité : 3 propositions radicales                                                                  | Idées            |
| 1247   | Guillaume Gayot | La viande expliquée aux végétariens                                                                            | Idées            |
| 1248   | Bruno Fuligni | Les noms ridicules de l'Histoire de France                                                                     | Mémo             |
| 1249   | Allain Bougrain Dubourg | Lettres des animaux à ceux qui les prennent pour des bêtes                                                     | Idées            |
| 1250   | Jean-Louis Étienne et Reporters d'Espoirs                                                                                               | 20 initiatives qui font bouger la France                                                                       | Idées            |
| 1251   | ??? | ??? | ???              |
| 1252   | ??? | ??? | ???              |
| 1253   | ??? | ??? | ???              |
| 1254   | ??? | ??? | ???              |
| 1255   | Majdouline Sbai | Toujours moins cher... mais à quel prix ?                                                                      | Mémo             |
| 1256   | Jack London | L'Appel de la forêt                                                                                            | Littérature      |
| 1257   | Rudyard Kipling | Le Livre de la jungle (Trois aventures de Mowgli)                                                              | Littérature      |
| 1258   | Arthur Rimbaud | Une saison en enfer (suivi des Illuminations)                                                                  | Poésie           |
| 1259   | ??? | ??? | ???              |
| 1260   | Laura Alaria | Comprendre et accompagner l'enfant dys                                                                         | Idées            |
| 1261   | Montaigne | Des cannibales (suivi de Des coches)                                                                           | Philosophie      |
| 1262   | Jean de La Fontaine | Fables - Livres VII à XI                                                                                       | Poésie           |
| 1263   | Pauline Jubert | Chengyu, les expressions chinoises en quatre caractères                                                        | Mémo             |
| 1264   | Catherine Mallaval et Mathieu Nocent | La Véritable Histoire de Rosie la riveteuse (Itinéraire féministe)                                             | Idées            |
| 1265   | Marc Hillman | La langue sur le bout des doigts                                                                               | Mémo             |
| 1266   | Sophie Lamoureux | Les poilus étaient-ils tous barbus ? (La Première Guerre mondiale en 50 questions)                             | Mémo             |
| 1268   | Collectif | 10 idées reçues sur l'écologie                                                                                 | Idées            |
| 1269   | Henry David Thoreau | Vivre comme un prince                                                                                          | Philosophie      |
| 1270   | Molière | Le Médecin volant, suivi de L'Amour médecin                                                                    | Théâtre          |
| 1271   | ??? | ??? | ???              |
| 1272   | André Gordian et Jérôme Saltet | Comprendre et accompagner l'enfant à haut potentiel. À la maison, à l'école                                    | Idées            |
| 1273   | Benjamin F. Valdugrain | Incultes ! Un tour du monde de culture générale                                                                | Mémo             |
| 1274   | ??? | ??? | ???              |
| 1275   | Mathilde Morinet | Réussir le bac de français : la question de grammaire                                                          | Mémo             |
| 1276   | Marivaux | Les Fausses Confidences                                                                                        | Théâtre          |
| 1277   | Emmanuelle Piquet | En finir avec le harcèlement scolaire                                                                          | Idées            |
| 1278   | Jean-Marc Schiappa | La France en grève                                                                                             | Mémo             |
| 1279   | Diane Gagneret | L'histoire des États-Unis                                                                                      | Histoire         |
| 1280   | OuLiPo | Cher Père Noël                                                                                                 | Littérature      |
| 1281   | Maialen Berasategui | La généalogie pas à pas                                                                                        | Généalogie       |
| 1282   | ??? | ??? | ???              |
| 1283   | ??? | ??? | ???              |
| 1284   | ??? | ??? | ???              |
| 1285   | ??? | ??? | ???              |
| 1286   | ??? | ??? | ???              |
| 1287   | ??? | ??? | ???              |
| 1288   | ??? | ??? | ???              |
| 1289   | ??? | ??? | ???              |
| 1290   | Collectif (sous la direction d'Alain Finkielkraut)                                                                                      | La cause animale - Débats pour y voir plus clair                                                               | Documents        |
| 1291   | Najat Vallaud-Belkacem | Objectif 2030 : un monde sans extrême pauvreté                                                                 | Idées            |
| 1292   | ??? | ??? | ???              |
| 1293   | ??? | ??? | ???              |
| 1294   | ??? | ??? | ???              |
| 1295   | ??? | ??? | ???              |
| 1296   | ??? | ??? | ???              |
| 1297   | Benjamin F. Valdugrain | Small Talk | Mémo             |
| 1298   | Collectif (sous la direction de Marc Cheb Sun)                                                                                          | L'histoire de l'esclavage et de la traite négrière                                                             | Mémo             |
| 1299   | ??? | ??? | ???              |
| 1300   | ??? | ??? | ???              |
| 1301   | ??? | ??? | ???              |
| 1302   | ??? | ??? | ???              |
| 1303   | ??? | ??? | ???              |
| 1304   | ??? | ??? | ???              |
| 1305   | Olympe de Gouges | Déclaration des Droits de la Femme et de la Citoyenne                                                          | Mémo             |
| 1306   | ??? | ??? | ???              |
| 1307   | ??? | ??? | ???              |
| 1308   | ??? | ??? | ???              |
| 1309   | ??? | ??? | ???              |
| 1310   | ??? | ??? | ???              |
| 1311   | ??? | ??? | ???              |
| 1312   | ??? | ??? | ???              |
| 1313   | ??? | ??? | ???              |
| 1314   | ??? | ??? | ???              |
| 1315   | Jean-François Bonhoure | Chronologie des présidents de la République française                                                          | Mémo             |